# 고대사
고대사(古代史, 영어: ancient history)란 먼 옛날부터 이어져온 역사 시대 구분의 하나이다. 역사학적, 정치학적 관점에 따라 다양한 학설이 있다. 일반적으로 고전고대는 서로마 제국이 멸망한 476년까지를 이른다.

## 기원전 13세기-기원전 7세기

### 중국
황하 유역이 이 시한의 시초에 겨우 역사시대로 들어섰다(전설적인 여러 왕 가운데서 유명한 갑골문 복사에 의해서 동시대적으로 확증되는 것은 왕국의 후반기. 은허 천도 후의 8왕뿐임). 이후 서주(西周)를 거쳐 춘추시대의 중엽까지이다. 그 기간은 전형적인 청동기 문명이나, 조형의 예술성에서는 선행의 은시대의 것이 후속의 주시대보다 오히려 뛰어났다. 주의 역사는 은과 마찬가지로 지극히 전설적으로 후세의 여러 전적(典籍)에 전해지고 있으나 구체적인 실증적 사료(史料)는 거의 남겨져 있지 않다. 다만 서주 사회가, 원시 씨족공동체인 강점을 보유하고 있었다는 것만은 분명히 인정된다. 그러나 기원전 9세기 무렵부터 차츰 내부적 모순이 고조되어 쇠퇴했다. 기원전 8세기 후반에는 드디어 외적의 침입에 대항하지 못하여 수도를 잃고 주나라 왕실은 동으로 달아나 겨우 명맥을 부지하였다(東周).

### 인도
인도에서는 인도－유럽계 아리아인이 점차로 원주민과 혼혈해 가면서 또한 후자를 정복하면서 기원전 10세기까지에는 갠지스강 방면으로 진출하고 전 7세기경에는 북인도의 여러 소국을 통합하여――전설에 의하면――16개 왕국이 성립했다고 한다. 다만 고대 초기의 인도에는 연대를 명백히 한 역사 기술이 전혀 없기 때문에 그 동안에 있었던 그들의 역사적 경과를 정확하게 말하는 것은 불가능하다. 카스트 제도도 그 기원은 이즈음――처음에는 피정복 원주민에 대한 ‘색(色：파르나)’의 구별로서――정복형(征服型) 노예제도를 강행하기 위하여 시작되었다. 이 노예적인 신분 질서(다르마)의 이데올로기화와 동시에 제1신분인 브라만의 지배 계급을 영구히 보존하는 것은 브라만교였다.

### 근동
오리엔트에 있어서는 당초부터 이집트 세력의 후퇴가 현저하다. 히타이트도 기원전 12세기에 멸망하였다. 그러한 일반적 정세에서 이 시기에는 많은 중소 세력이 주변 및 외곽 지역에 성립되었다. 가장 빨리 외측에 그리스인의 미케네 세계가, 오리엔트의 지중해 영역에는 페리 시테, 이스라엘 등의 소국가군이, 이어 페니키아 여러 도시가, 내륙에서는 메소포타미아 북부의 아슐이 가장 문제가 된다. 기원전 8세기 후반에 이르러 정세가 일변했다. 즉 아시리아에 의한 전오리엔트 정복이다. 이집트가 메소포타미아의 세력에 지배·규합된 것은 그때를 효시로 삼는다(전 670). 그러나 아시리아는 그의 통일에 알맞은 대영역 유지를 위한 조직적 행정을 만들어 내지 못했다.단순히 폭력에 조급한 대제국의 성립은, 일종의 파행현상(跛行現象)에 불과하며 따라서 이 대제국은 순식간에 영역적 블록으로의 복귀·해체의 작용(각 지방마다 반란의 빈발)을 일으켜 싱겁게 멸망해 버렸다(전 612).

### 유럽
이상의 추이 동안에, 연락이 끊어져 있던 서방의 두 소세계에서는, 각각 그 역사의 개막으로의 태동이 진행되고 있었다. 멀리 이탈리아 반도(북·중부)에서는 이 시기의 후반, 아직도 에트루리아인의 지배에 불과하였으나, 그리스에서는 그 벽두에 최성기를 자랑하고 있던 미케네 문명이 일찍이 괴멸하였고, 이 시기는 헬레네스 세계 형성에의 ‘사전시대(Dark age：非文獻의 時代)’에 해당한다(폴리스 성립기). 즉 모두 민족의 형성기에 해당한다. 대체로 유럽은 이 시기의 후반에는 철기시대에 들어갔다.

### 동지중해
시리아·팔레스티나 지방은 고도로 발전된 두 문명이 교차된 지역이며 또한 에게 문명, 소아시아의 문명도 이 지방에 영향을 주었다. 이 지방은 남북으로 평행하게 뻗어 나간 두 개의 산맥, 즉 레바논산맥과 안티레바논산맥에 의해 시리아 사막으로부터 격리되어 있는데, 사람들은 주로 동지중해 연안에 거주했다.역사 시대에 접어들자 시리아·팔레스티나 연안의 여러 도시는 교통의 중심을 이루어 재빨리 초기 왕조와 교역을 시작하였다. 레바논 삼목(杉木)은 건축 재료로서 가장 우수했기 때문에 메소포타미아의 아카드 왕조·우르 제3왕조·바빌론 제1왕조의 약탈 대상이 되기도 했다.
기원전 2000년대 초기의 오리엔트에 있어서의 민족 이동의 여파는 이 지방에도 현저한 영향을 주었다. 후르리·미탄니 왕국의 건설, 힉소스의 침입, 히타이트의 북시리아 지배, 그리고 이집트 신왕국의 시리아 진출, 이러한 일련의 사건을 통하여 이 지역은 항상 큰 나라의 침략 대상이 되었다. 알라라크는 히타이트에 정복되었다.우가리트는 기원전 1370 기원전 1360년경에 있었던 대지진에 의해 멸망됐다. 이렇게 해서 아마르나 시대를 맞이한 이 지역은 이집트나 히타이트의 보호 아래 비블로스 등의 무역항(貿易港)으로 번영했다.
그러나 기원전 1200년경 해상민족의 습격에 의해서 히타이트는 멸망하고, 이집트는 지중해에 대한 제해권(制海權)을 빼앗기고 말았다. 때문에 페니키아라고 불렸던 시리아 연안의 서(西)셈계의 여러 도시는 공전의 번영을 이룩했다. 시돈, 티루스 등은 키프로스섬·크레타섬·아프리카 연안·에스파냐에까지 식민지를 건설하였다. 한편 기원전 2000년말부터 셈계의 아람인이 북시리아에 소국가를 세워 마침내는 시리아 전역을 아람화시켜 버렸다. 다시 셈계의 유목민의 종교적 집단이었던 이스라엘인이 가나안 지역에 침입하여 새로 습격해 온 필리스티네인과 싸워 다윗의 왕국이 형성되었다. 이와 같이 시리아와 팔레스티나에서는 고도의 문명이 교차되었을 뿐 아니라 인종적으로도 서로 혼교가 심했다.

### 오리엔트
아마루나 시대의 외교 관계 성립에 따라 오리엔트는 한동안 이집트를 중심으로 평화시대를 맞이했다. 그러나 아람인의 시리아 침입, 필리스티네인의 팔레스티나 침입, 해상민족의 침입에 의한 히타이트 멸망, 미탄니의 멸망, 카시트의 멸망에 의하여 오리엔트엔 정치적 공백시대가 찾아왔다. 이집트는 해상민족을 격퇴시켰으나, 제20왕조가 멸망된 후, 왕조 말기라고 할 수 있는 쇠퇴의 시대에 접어든다. 제21왕조는 타니스를 중심으로 하이집트만을 영유하고, 제22-24왕조에 가서는 원래 이집트의 용병(傭兵)이었던 리비아인이 파라오가 되고 제25왕조는 누비아 출신의 에티오피아인이 왕이 되었다.
한편 메소포타미아에서는 군사 국가 아시리아가 점점 대두하여 때때로 바빌로니아를 그 세력하에 두고, 북쪽에서 세력을 확대해 나갔다. 우라르투를 치고, 나중에는 시리아 북부 아람인의 소국가를 병합하여, 소아시아의 프리기아 영토에 임하여, 레니키아인의 도시국가나 이스라엘 왕국, 유대 왕국에 위협을 가하였다.기원전 8세기 중엽부터 아시리아는 제국시대에 들어가, 우라르투를 일시 복종시켜 다마스쿠스 왕국을 멸망시키고 다시 이스라엘 왕국을 패망시켜 백성들을 강제로 이주시켰다. 시리아·팔레스티나의 여러 도시는 아시리아에 조공하였고, 다시 이집트는 기원전 670년 아시리아에 점령되었다. 이렇게 하여 이란, 소아시아를 제외한 오리엔트 지방은 아시리아에 통일되었다.
그러나 아시리아의 패권도 기원전 626년 신바빌로니아의 독립 이후 점차 흔들려 이란에서 새로이 일어난 메디아와 신바빌로니아의 동맹군에 의하여 수도를 빼앗겼다(전612).이렇게 해서 오리엔트는 메디아, 신바빌로니아, 리디아, 이집트(사이스 왕조)의 네 나라로 분할되었다. 메디아와 리디아, 메디아와 신바빌로니아는 서로 동맹을 맺어, 한동안 오리엔트 강국 사이의 전쟁은 중지되었다. 이동안에 신바빌로니아는 유대왕국을 멸망시켜, 시리아·팔레스티나의 여러 나라를 눌러 그 세력을 자랑하였다.기원전 550년 페르시아의 아케메네스가의 키루스 2세가 주군(主君)인 메디아를 넘어뜨리고, 이어서 리디아를 치고, 신바빌로니아를 멸망(전538)시켜, 그의 아들 캄비세스가 이집트를 병합하기에 이르자 전 오리엔트가 이에 통일을 이룩했다.

### 그리스

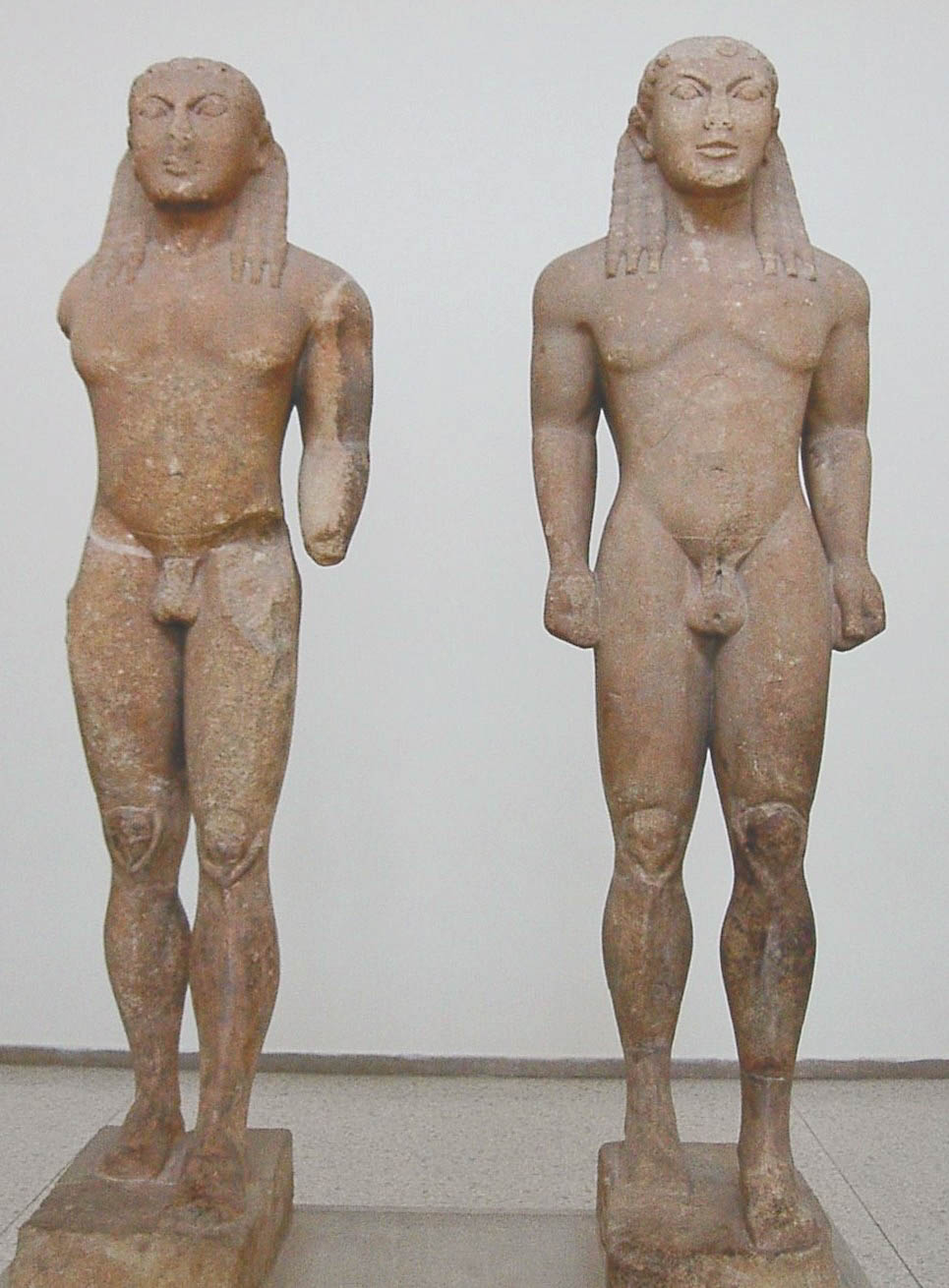
고졸기의 클레오비스와 비톤, 기원전 580년 경

도리아인의 침입은 각 지방에서 원주민과의 심한 충돌을 야기했으며, (반대 학설도 있음) 이 때문에 그들이 정착한 지역에서는 어디에서든, 정복된 원주민들의 철저한 집단적 총(總) 노예화라는 공통현상을 일으켰다(예를 들면 테살리아의 노노(勞奴, 페네스투이), 아르고스의 ‘복복(僕伏：귬네티스)’ 스파르타의 ‘포로(헬로타이)’, 크레타의 ‘복노(僕奴：무노이타이)’ 등). 또한 아이올리스인이나, 이오니아인 등은 에게해 대안(對岸)의 소아시아 연안에 이주하여 이 난(難)에서 빠져나온 집단도 많았다―이오니아가 동서에 있는 것도 이런 까닭에서이다(그리스인의 제1차 식민). 도리아인의 일부는 또 바다를 건너 크레타섬으로 진출(골튠 등)하였고, 다시 소아시아 연안 남부에 식민한 이외에, 선단은 팔레스티나 해안에까지 진출하였다. 이집트에서도, 이 무렵 해구민족(海寇民族)으로서 그들의 습격을 기록하고 있다. 이 혼란과 파괴를 겪는 동안에 미케네 문명은 종식되었고, 그 전통도 단절되었다. 오리엔트와 흡사한 전제 소왕국군(群)의 멸망과 함께 궁정적 미케네 문자도 영구히 없어졌고, 그 후 약 300년 동안 그리스 역사는 문헌이 전혀 없는 암흑 시대(dark age)에 들어갔다.
그리스는 도리아인의 침입과 함께 철기시대에 들어가, 기원전 9세기에 이르러 페니키아인으로부터 문자를 습득하여 표음문자인 알파벳이 만들어졌다. 이것이 오늘날의 그리스 문자인 것이다. 고전기(古典期)까지의 약 300년 동안은 미술사의 소위 ‘고졸시대(古拙時代：아르카익)’에 해당되는 내면적 충실의 여명기며, 또 폴리스의 발생, 공동체의 진전, 헬라스 세계의 확대 등, 발전에의 형성기로서 대단히 중요하다. 그리하여 이 기간 동안 폴리스는 그 기초를 굳혔고(입법자의 시대) 또 흑해, 남이탈리아, 시칠리아섬(마그나 그리스) 방면에의 소위 제2차 식민도 이루어져서 그리스사(史)의 내적(內的)·외적 대윤곽이 잡혀지는 것이다.

### 아리아인의 침입
펀자브 지방에 정착한 아리아인은 원주민과의 혼혈을 꾀했으나 그들의 일부는 기원전 1000년경부터 비옥한 갠지스강 유역으로 이동, 각지에 작은 부락을 만들어 농경을 주로한 생활을 했다.철기의 사용도 이 때부터 시작되었는데, 이에 의해 삼림의 개척이 쉽게 되고, 또 소로 쟁기를 끌게 하는 경작법도 한층 더 능률적이 되었다. 브라만을 정점으로 하는 카스트 제도가 성립된 것은 이 무렵이었다. 비옥한 갠지스 평야에서 잉여 생산물을 얻을 수 있게 되자, 무사와 상업자의 활약이 시작되었다. 그리하여 그들이 거주하고 있는 도시를 중심으로 한 크고 작은 국가가 출현하고 서로 싸움이 되풀이되었다.기원전 7세기경 인도에 있었던 주요한 국가는 16대국으로 총칭된다. 종교 방면에서는, 기원전 1000년에서 기원전 700년까지의 사이에 《리그베다》를 잇는 3베다가 성립되었다. 이들 여러 베다는 브라만의 근본 성전(根本聖典)으로서 오늘날까지도 존중되고 있다.

### 주 왕조

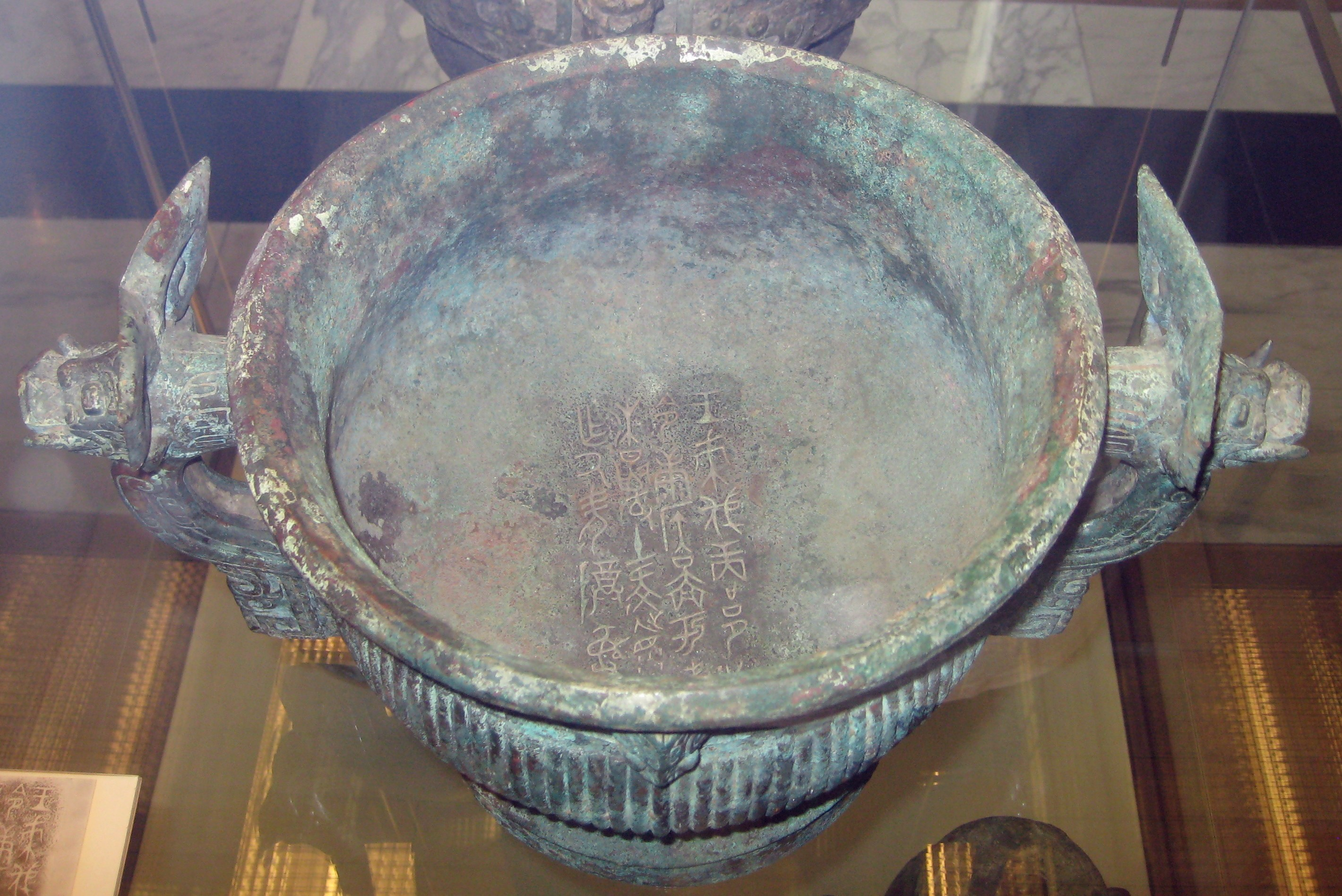
초기 주의 제기

은 왕조에 이어 중국에 성립된 국가가 주 왕조이다. 주나라는 기원전 11세기 중엽에 서쪽의 웨이수이(渭水) 분지에서 세력을 확대하여, 은나라를 멸망시키고 중원(中原)을 지배했다. 중원이란 황하(黃河) 중류의 남북 지역, 즉 허난(河南), 산둥(山東), 산시(山西)의 대부분과 허베이(河北), 산시(陝西)의 일부이다. 이 광대한 지배권을 유효하게 통치하는 조직이 봉건제도이다. 주 왕조는 일족 공신을 각지에 파견하고 제후의 벼슬을 주어 주(周) 왕실을 지키게 했다. 이와 같은 봉건적 관계는, 이미 은에서 왕과 백의 관계로 성립돼 있었다. 주나라나 제후의 나라는 읍(邑：도시국가)이었고, 그 구조는 씨족적 결합으로 성립되어 있었다. 이 씨족적인 결합은 종법(宗法)에 의하여 규제되어 있었다. 주 왕조는 농업을 장려하고 농지의 개척을 진척하였으나 농기구는 목제나 석제의 기구였다. 기원전 770년, 서방의 이민족 견융의 침공을 받아 수도 호경(鎬京)은 함락되고 부도(副都) 낙읍(洛邑, 洛陽)으로 동천하였다. 동천 이전을 서주(西周), 이후를 동주(東周)라고 부른다.

## 기원전 6세기-기원전 4세기
유럽에서는 기원전 6세기부터 기원전 4세기에 걸쳐서 고대 그리스의 도시국가들이 흥망한다. 원주지(原住地)가 중동 지역으로 추정되는 그리스 민족이 동부 지중해의 발칸 반도로 이주하기 시작한 것은 기원전 10세기의 일이었지만 그들 특유의 도시국가가 완성된 것은 기원전 6세기 무렵의 일이었다. 그리스 민족 가운데 도리아인은 반도의 남단에 있던 원주사회(原住社會) 미케네를 정복, 스파르타라는 이름의 폴리스를 세웠고, 그 뒤에 이주해 온 이오니아인은 중부 해안에 아테네라는 도시국가를 건설, 고대 그리스 도시국가 가운데 가장 대표적인 폴리스를 형성하였다. 지중해를 무대로 가는 곳마다 식민도시를 건설한 아테네에서는 상·공 시민층이 일어나 대토지 소유자들의 귀족정치를 타도하고 가장 전형적인 고대 민주제를 완성하였다. 기원전 6세기 초에는 집정관 솔론이 일대 사회 개혁을 단행함으로써 노동 노예제가 발달하였고, 노예들은 참정권을 박탈당했다. 이리하여 기원전 6세기 말 클레이스테네스의 민주 개혁으로 민주정치가 완성되고, 기원전 5세기에 그리스 민주정치의 전성기가 다가왔다. 아테네는 페르시아 전쟁을 승리로 이끈 다음 델로스 동맹을 결성, 밖으로 아테네 제국을 형성하고 안으로 민주정치를 더욱 견고하게 하여 이른바 페리클레스 시대를 이루었다. 이 시기에는 그리스의 문화도 황금시대를 맞이하여 문학·미술·건축·철학 등 광범한 분야에 걸쳐 가장 그리스적이고 인간 중심적인 문화를 꽃피웠다. 그러나 기원전 5세기 후반에 펠로폰네소스 전쟁이 일어나 아테네는 30여 년 간에 걸친 스파르타와의 싸움에서 패배했다. 그 뒤에는 스파르타가 패권을 장악하지만 얼마 못 가서 테베에 그 패권을 넘겨주어 마침내 기원전 4세기 후반에는 폴리스와 폴리스의 싸움이 만성화되는 사태하에서 폴리스는 쇠퇴하였다.
한편 이 시기의 중국은 대략 춘추시대 후기에서 전국시대 초·중기에 해당한다. 춘추시대 후기에는 남방의 초(楚)·오(吳)·월(越) 제후국이 황하 유역의 중원(中原) 제국에 침입하여 혼란이 야기되었다. 또한 전국시대에는 위(魏)·진(秦)·제(齊)·연(燕)·초(楚)·한(韓)·조(趙)의 7강국을 중심으로 대세가 좌우되었다.정치사적인 면에서 보면 이 시기에는 주(周) 왕실이 유명무실하게 되고 봉건 제후국이 사실상 독립국이 되었다. 이 제후국 중 약소국은 강대국에 병합되어 갔다. 한편 제후국 내부에는 제후 가(家)의 세력이 약화되고 가신(家臣)이 실권을 장악하는 하극상의 현상이 나타났다. 이는 곧 전대 이래의 씨족적 질서가 붕괴되고 더 규모가 작은 가족 단위가 정치적·사회적으로 중요한 역할을 하게 되는 것으로 해석된다. 그것은 또한 생산력의 발전으로 종래의 생산 방법이 새로이 발전된 생산력에 적응하지 못해서 생긴 변화에 기인한다. 기원전 6세기경 중국은 청동기문화에서 철기문화의 단계로 전환하였다. 따라서 이후의 농구(農具)는 철제로 바뀐다. 철제 농구의 사용은 광산 개발, 철기 제작의 수공업 성립, 철기 판매 상인의 출현을 전제로 하는데, 농업 능률의 증대나 토지 개척에 대한 사료(史料)는 많이 있다. 또 이 시기에는 황하 유역의 제·조·위와 장강 유역의 오에서 치수·관개사업이 활발히 전개되었고, 제방 및 운하가 만들어졌다. 이러한 대사업을 위해서는 강대한 정치권력이 요구되었고, 동시에 이런 대사업의 실행을 통해 정치권력을 강화했다. 사실 기원전 4세기 이후의 전국시대 7강국은 이 때부터 중앙집권 제도로 가고 있었다.이러한 변혁에 따라서 토지의 사유화와 조세제도가 확립되었으며, 군사 및 관료제도가 중앙 집권화하였다. 당시의 변혁으로 대표적인 것은 상앙에 의한 개혁이다. 상술한 변혁은 기원전 3세기 말에 중국을 통일한 진의 중앙집권제 성립과 진한(秦漢) 사회의 제도적 기반이 되었던 것이다.사회경제면에서의 급격한 변화는 관념 형태에도 많은 발전을 초래하여 이 시기는 제자백가(諸子百家)들에 의한 찬란한 문화의 황금시대를 가져왔다.
기원전 6세기에서 기원전 5세기에 걸쳐 인도에는 16개의 왕국이 존재하고 있었다. 이 16왕국 중 2대국이 나타나 정치적·군사적으로 다른 왕국을 압도해 갔다.기원전 5세기경 인도는 사회경제의 발전에 따라 카스트제(制)가 무너지고 한편으로 물질적 생활이 풍부해지자 도덕적 퇴폐 현상이 현저하게 나타났다. 여기서 종래의 브라만교는 종래의 권위를 상실하고 이에 대체해서 석가가 불교를 성립시켰다. 불교는 카스트제를 타파하려는 신흥상인, 수공업자의 경제적 원조를 받고 이어서 마우리아 왕조 아소카 왕의 보호하에서 급격히 제국에 파급되었다.

### 페르시아
아시리아 멸망(전 712) 후 4강대국이 분립 상태를 계속해 왔던 오리엔트 세계에 또다시 통일을 가져온 것은 아케메네스 왕조 페르시아 제국이었다. 기원전 553년이란 고원의 파르사 지방에서 군병을 일으킨 키루스 2세는 메디아(전 550), 리디아(전547), 신바빌로니아(전539)의 3왕국을 멸망시키고, 계속해서 그의 아들 캄비세스는 이집트(전 525)를 병합하여 오리엔트 세계의 통일을 완성시켰다. 페르시아의 정복이 극히 짧은 기간에 더구나 매우 큰 성과를 올릴 수 있었던 것은 물론 페르시아의 우수한 군사력에 힘입은 바가 크지만, 그 외에도 그들의 교묘한 외교나 피압박민에 대한 관대한 정책, 그리고 오리엔트 강대국 내부의 지배 계급간 대립 등도 그 요인으로서 간과할 수 없는 것이다.
캄비세스의 죽음으로부터 다리우스 1세(다레이오스 1세)의 초두까지 제국(帝國)에 분열과 혼란이 일어났지만, 다리우스 1세는 이를 잘 진압하여 통일을 회복했다. 그는 제국의 재조직에 착수하여 그 후 약 2세기에 걸치는 제국 지배의 기초를 쌓았다. 그의 시대에 제국 영토는 최대에 달했으며, 동쪽은 중앙아시아, 인더스강 유역에서부터 서쪽은 마케도니아, 에티오피아까지 이르렀다.
그러나 이와 같이 광대한 영역을 언제까지나 통일해서 유지하기는 어려웠다. 이미 페르시아 전쟁 중에 이집트와 바빌론은 반란을 일으키고 있었으며, 이집트는 그 후도 때때로 페르시아에 반항하여 일시적으로 독립을 실현했다. 아르탁세륵세스 2세(Artaxerxes Ⅱ) 시대는 왕제(王弟) 키루스와의 다툼, 이어서 사트라프의 대반란이 일어나 서쪽 여러 주의 분리 경향이 현저해졌다. 그 후에도 사트라프의 반란은 그치지 않고, 또 궁정 음모 때문에 정치는 문란해지고, 다리우스 3세 때 알렉산더 대왕이 마케도니아 그리스군에 패하여 페르시아 제국은 멸망했다.

### 고대 그리스

#### 페르시아 전쟁
기원전 6세기 후반에 인더스강까지 이르는 오리엔트의 대영역을 정복한 아케메네스조 페르시아는 서쪽로는 소아시아 반도 전역을 지배하여 연안의 그리스 여러 폴리스까지도 무차별적으로 예속시켰고, 에게해의 섬들까지도 지배하였다. 페르시아의 침입에 즉시 이오니아의 폴리스가 반항, 이것을 페르시아의 사트라프가 무력 진압한 것이 소위 제1차 전쟁이다. 이 때까지 페르시아는 아직 그리스 본토에 진공할 의도는 없었으며, 트라키아 방면을 보안하려는 것에 불과하였다.
이오니아는 아테네 등 본토의 원조에 의지하여 반항을 그치지 않았고 2년 후 또다시 적은 대군을 몰아 내습하여 이번에는 에게해를 횡단하여 바로 본토에 상륙하여 제2차 전쟁이 일어났다.(전 490) 결전장은 아티카 해안의 마라톤 평원이었으며, 이를 요격한 아테네 중무장병의 분전은 맹렬하여 스파르타의 원조 없이 마침내 적의 대군을 상륙 지점으로 격퇴시켰다. (마라톤 전투) 페르시아의 기병, 궁병에 대해 잘 통제된 밀집 보병대의 백병전이 얼마나 위력이 있는가를 철저히 보여준 싸움이었다.
페르시아 측에서는 더욱이 대규모의 재차 원정을 기도했지만, 이후 사트라프의 반란, 왕의 교체 등으로 인해 10년간 원정을 실행할 수 없었다. 이 사이에 아테네는 시간을 활용, 테미스토클레스의 노력에 의해, 대함대를 건조하는 등 충분한 준비를 하고 기다렸다. 기원전 480년 대왕 크세르크세스가 직접 출전해 제3차 전쟁이 개막되었다. 대군은 육로를 우회하여 북쪽에서 그리스에 침입, 테르모필레의 험준한 곳을 수비하고 있던 스파르타군은 선전했으나 왕을 비롯한 전원이 전멸했다. 마침내 아테네도 점령되고 아크로폴리스도 불타버렸다. 그러나 여기서 뜻하지 않은 사태가 일어났다. 1천 척에 이르는 페르시아 대함대가 하필이면 살라미스 해협의 좁은 수로에서 그리스 함대의 방해에 의해 대혼란을 일으켜 궤멸해 버린 것이다. (살라미스 해전) 정신을 잃어버린 적왕이 그 때문에 작전을 포기하여 이 해전은 결정적인 전기가 되었다. 그 후 육지에서도 기원전 479년의 플라타이아이 결전에서 페르시아군은 완패하였다. 이리하여 동서 전쟁은 그리스 연합의 대승리로 끝났다.
| 아테나이스파르타밀레토스 (이오니아)포카이아 (이오니아)히오스 섬 (이오니아)사모스 섬 (이오니아)델로스 섬 (이오니아)마라톤 전투테르모필레 전투살라미스 해전마케도니아동부 트라키아서부 트라키아헬레스폰토스 해협 · ·다르다넬스 해협아이고스포타모이 해전class=notpageimage\| 기원전 5세기의 고대 그리스의 위치지도 |

#### 델로스 동맹

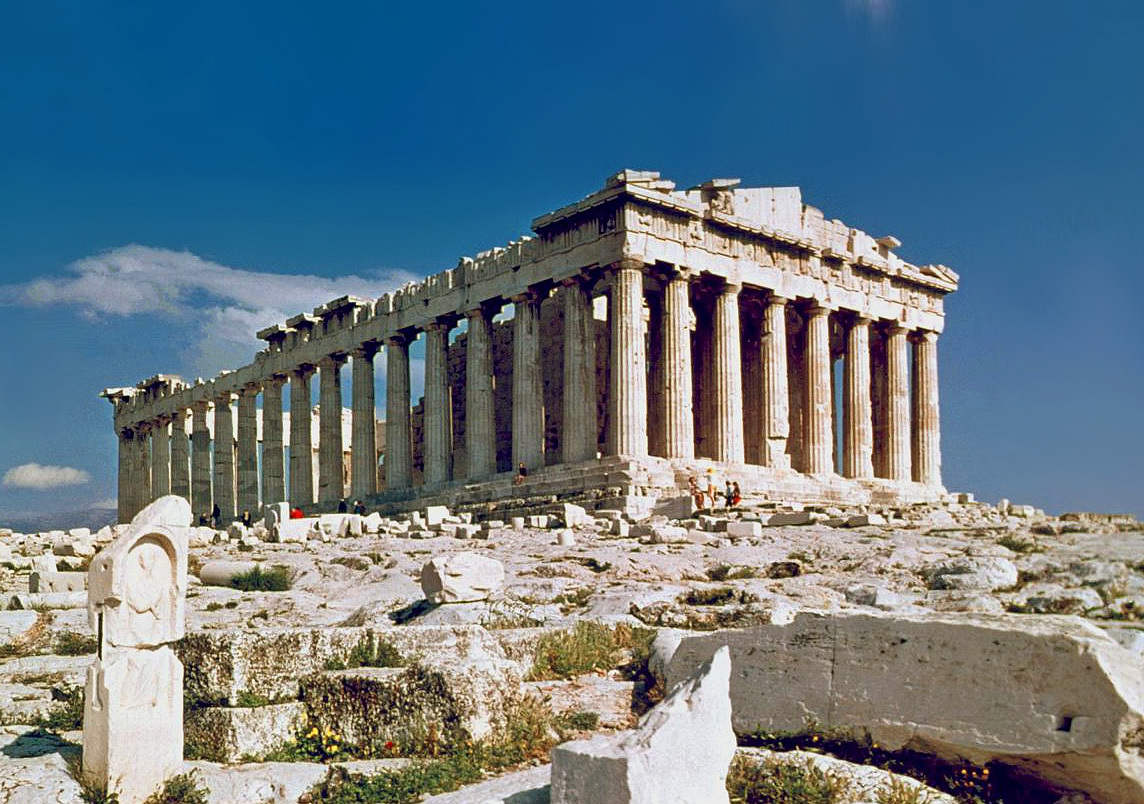
아테네의 패권이 절정에 달한 때에 세워진 파르테논 신전.

페르시아의 재습격에 대비할 것을 명분으로 하여 기원전 477년의 봄, 아테네를 맹주로 이오니아나 아이올리스, 에게해의 여러 섬에 있는 폴리스가 가맹하여 델로스 동맹이 결성되었다. 이 목적을 위해서 가맹 각국은 군함과 수병을 제공하든가 공부금(貢賦金)으로 대납하든가 하는 의무를 졌다. 많은 가맹국은 안일을 구하여 후자를 택했으므로 결국 아테네가 이들 동맹군 자금을 사용하여 군비를 부담하여 아테네의 무력은 한층 더 강대해졌다. 공부금의 사정이나 징수하는 ‘동맹 재무위원’이 아테네 시민에서만 선출하도록 되어 있던 예에서도 볼 수 있듯 원래 아테네가 주도하는 체제였지만 처음에는 명칭대로 에게해 중앙의 델로스섬에 있던 동맹금고를 기원전 454년에 아테네에 옮기고서는 아테네는 이를 더욱 노골적으로 사유화하였다.
기원전 449년 봄 ‘카리아스(Carias)의 평화’가 성립하여 페르시아 전쟁이 정식으로 종결했음에도 불구하고 억지로 끌어가는 아테네에 의해 동맹은 해산되지 않았고, 동맹 기금이 아테네 시민의 구휼이나 여러 공무 일당, 국영 건축에 유용되기 시작하였다. 동시에 동맹 각국에 대한 내정 간섭이나 강제, 재판 자치권의 침해 등, 동맹은 아테네 제국주의의 도구로 변해갔다. 그리하여 이 ‘안보 체제’에서 이탈하려는 폴리스가 차츰 증가하고, 스파르타를 중심으로한 반(反)아테네적인 펠로폰네소스 동맹이 그것에 얽히어, 양자의 대립은 펠로폰네소스 전쟁을 일으키기에 이른다.

#### 폴리스의 쇠퇴

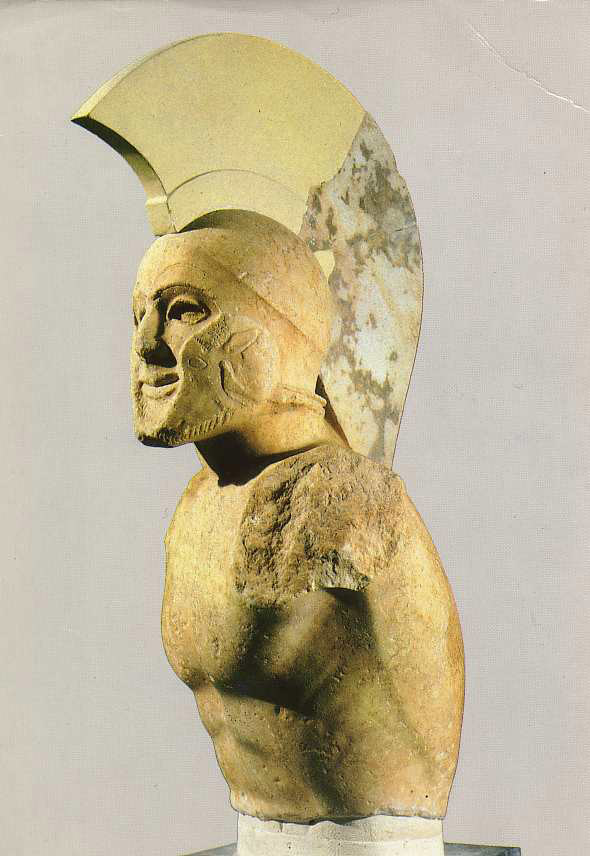
호플리테스, 스파르타, 5세기 초

기원전 431년, 이제까지 대립만을 지켜오던 아테네 맹주의 델로스 동맹과 스파르타 맹주의 펠로폰네소스 동맹이 펠로폰네소스 전쟁을 일어났다. 아테네는 개전했을 때 우세했으면서도 2년 후 페스트가 유행하고, 유능한 지도자 페리클레스를 잃어 전세가 역전되었다. 아테네는 국부적인 승리에 따라 강화를 맺을 기회가 있었으면서도 모두 놓쳤으며, 기원전 404년 스파르타에 항복하였다. 폴리스 세계의 정정(政情) 불안과 모든 모순이 일시에 드러나서 또다시 전쟁을 초래었으며, 에파메이논다스의 새로운 전법에 의한 밀집 진형이 효과를 발휘하여 기원전 371년 레우크트라의 일전으로 그리스의 패권은 테베로 옮겨졌다.
이미 펠로폰네소스 전쟁 중에 스파르타는 자기 함대의 급양 자금을 페르시아에서 원조받는(기원전 412년 여름의 원조조약), 그리스 민족에 대한 배반 행위를 하면서 전쟁을 했는데, 폴리스 세계는 페르시아에 의해 얕보여 이 때부터 금력에 의한 페르시아의 내란 개입이라는 간단하지 않은 사태가 일어났다. 전란에 의한 토지의 황폐와 집중, 중산 시민의 몰락, 끝없는 정쟁과 망명의 반복――이들은 폴리스의 시민사회를 근저로부터 파헤쳐버려 시민군(市民軍) 체제의 붕괴를 초래하게 되지만――이와 같은 사태는 따로 임금을 목적으로 하는 용병들을 대량으로 만들어 냈다. 크세노폰의 아나바시스 등에서 볼 수 있듯이 그들은 필요에 따라 어느 곳에서나 싸웠으며, 페르시아의 왕이나 사트라프에게도 사용되는 자가 부지기수였다. 페르시아로서는 폴리스 세계의 분열 항쟁만이 목적이었으며, 그렇기 때문에 한쪽에서는 스파르타와 통하고, 동시에 아테네, 테베를 원조하여  예를 들면 코린트 전쟁과 같은 폴리스 사이의 전란을 조장하고, 그 결과인 ‘안탈키다스 화평 조약’에 있어서는 페르시아 대왕의 칙명에 그리스인끼리의 전투가 정전되는 식의 어이없는 종말이 되었다. 그 결과 소아시아 연안의 그리스의 여러 폴리스는 완전히 페르시아 영토화가 되었다.

### 인도

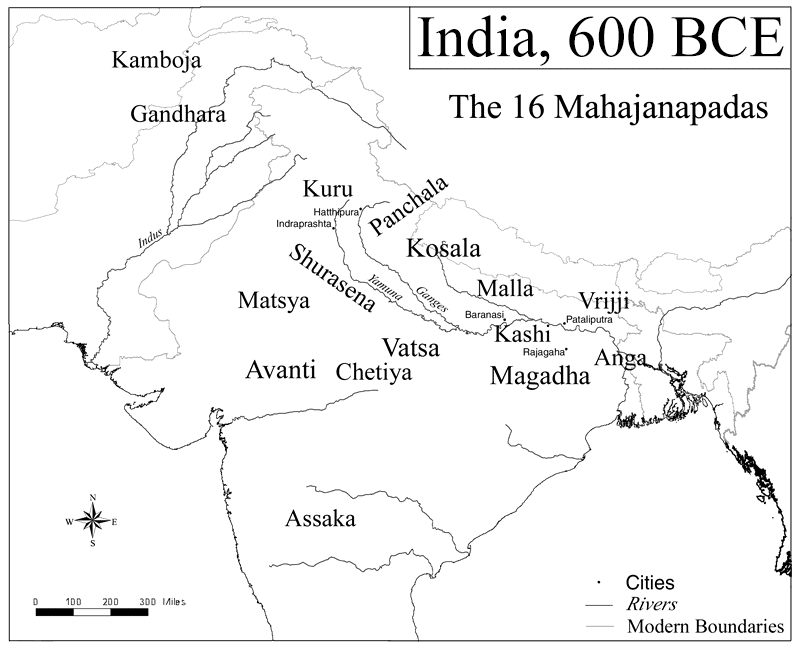
기원전 600년 경의 십육대국

기원전 7세기경 갠지스강 유역에는 크고 작은 도시국가가 난립하여 서로 다투고 있었는데, 기원전 6세기가 되자 군주제를 발달시킨 코살라와 마가다의 양국이 강대하게 되어 인근의 나라들을 병합해 갔다. 그래서 기원전 5세기 초부터 양국은 심한 싸움을 되풀이했으나, 결국 마가다가 승리하여 갠지스강 유역 일대의 통일을 실현시켜 그뒤 몇세기에 걸쳐 북인도의 역사에 중요한 구실을 하게 된다. 이 지방의 정치적 사건은 서사시(敍事詩) 외에도 불교나 자이나교의 경전(經典)을 통해 상당히 자세히 전해지고 있다.
사상면에서는, 브라만교의 제식 중심적인 생활 방식에 반대하고 내면적인 사색을 중시하는 일파에 의하여 우파니샤드 철학이 나와, 후대 인도 사상사의 전개를 규정지어 주었다. 당시 갠지스강 유역의 도시국가에서 활약하고 있던 것은 무사계급(크샤트리아)과 상인계급(바이샤)이었다. 그들은 베다나 브라만의 권위를 인정하지 않고 카스트 제도에 구애됨이 없이 행동했다. 이러한 사상적 분위기가 있는 여러 도시에서 새로운 사상가들이 모여 자기 사상을 설유하면서 돌아다녔다. 그들은 불교 경전에 62견, 6사외도(六師外道) 등으로 기록되어 있다. 새로운 사상가 중에서도 고타마 싯다르타와 바르다마나(마하비라)가 유력하고, 그들이 창시한 불교와 자이나교는 후의 인도 사상에 큰 영향을 끼쳤다.불교와 자이나교의 발달로 크샤트리아 계급의 지위는 높아져 인도 사회는 크게 변천하게 되었다. 특히 불교의 평등사상을 정치에 적용시킨 것은 마우리아 왕조였다.

### 중국

#### 춘추 시대

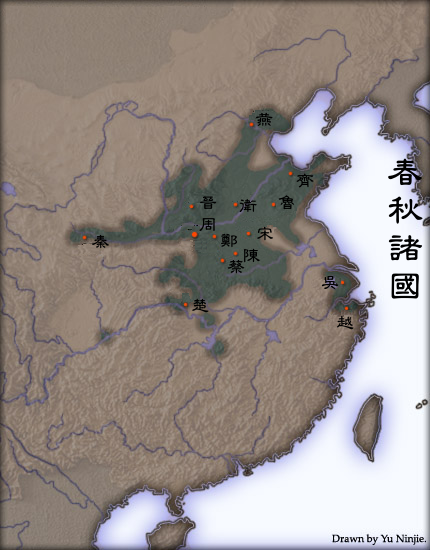
춘추 시대 (기원전 770~403)

주나라가 낙읍(洛邑)에 동천(東遷)하고 나서 진(秦)이 중국을 통일할 때까지는 제후가 대립 항쟁한 시대이지만, 그 전반기를 춘추시대(전 770 전 403)라 하고 후반기를 전국시대라 한다. 주나라가 본가인 봉건제도는 벌써 붕괴되기 시작하고 있었다. 주의 동천 후 강국은 근처의 소국을 병합하여 도시국가에서 영토국가로 발전해 갔다. 서주(西周)말에 800 가까이나 되던 국가는 춘추시대 중기에는 수십 국으로 감소되었다. 춘추시대 초기에 진이나 초(楚)는 근처의 도시국가를 정복하면 부하에게 그 토지를 영지로 주지 않고 현이라 이름붙여 국왕의 직할지로 만들었다.
이와 같이 봉건적 질서가 파탄된 가운데서 희미하게 주의 종주권으로서의 명목만을 지킨 것은 패자(覇者)의 힘이다. 패자는 회맹(會盟)을 주최하여 이민족의 침입을 막고, 주 왕실을 존중하고 숭배하여 소위 존왕양이(尊王攘夷)의 명목으로 중원을 통제했다. 제(齊)나라 환공(桓公)의 규구(葵丘)의 회(전 651), 진(晋)나라 문공(文公)의 천토(踐土)의 회(전 632)가 그것이다. 그러나 남방의 초는 중원에 진출하여 진을 격파하고(전 597) 패업을 이룩했지만, 패자의 성격도 달라져서 주나라 왕실은 아주 무시되었다.초의 장(莊)왕은 주실의 왕위의 상징인 ‘큰솥의 무게를 묻는다’(이는 장왕이 주나라 천자 자리를 노리려는 의도의 표시였다고 한다)라고 한 말은 그 한 예이다.
춘추시대는 봉건제로부터 군현제로, 도시국가에서 영토국가로, 지방분권에서 중앙집권으로의 과도기였다. 또 춘추 중기에는 철제농구가 출현하여 심경제초(深耕除草)가 용이하게 되고 생산력은 증대해 갔다. 철제농구의 보급은 전국시대에 내려와야 되지만 씨족적인 질서를 분해하고 계급 분화를 촉진했다. 토지 소유는 공동체적 집단 경작으로부터 개별적 경영으로 이행하고, 세제도 영주 직영지라는 노동 지대(地代)의 형태로부터 자작농의 현물지대 수납으로 변화해 갔다.

#### 전국 시대

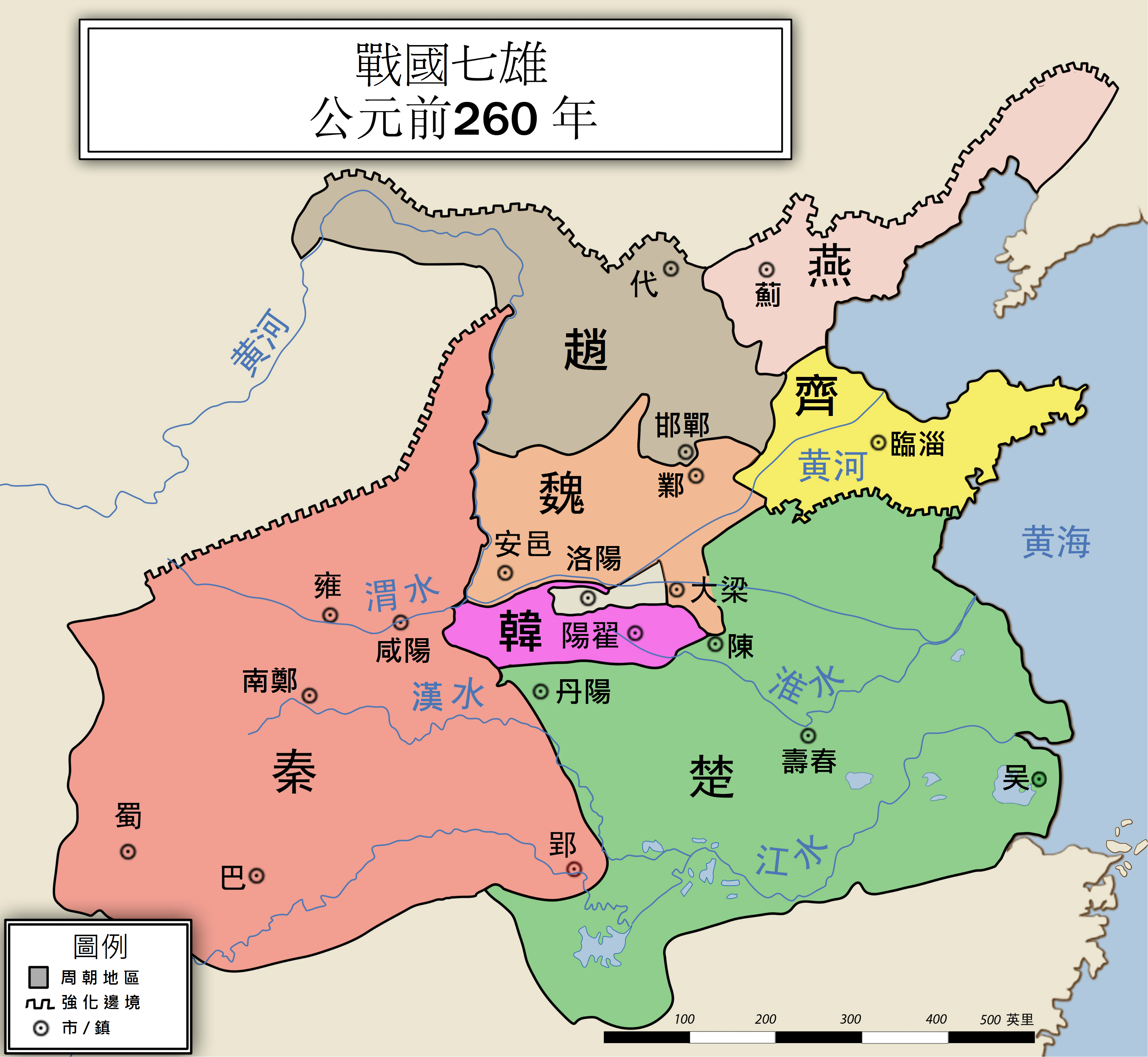
전국 시대 말기의 전국 칠웅

강력한 제후는 왕을 칭하게 되어 이 때에 명실공히 주왕조의 권위가 떨어지고 주의 봉건제는 붕괴되었다. 춘추시대 초에 140여 개국이었던 도시국가의 거의 모두가 이 때에는 7개 강대국의 어느 한 영토에 편입되어 버렸다. 처음 강력했던 나라는 위나라였으며 문후(文侯)·혜왕(惠王)은 널리 인재를 구하여 대규모 관개사업을 벌이고, 한편으로는 지배한 지역을 군현화(郡縣化)하는 데 힘을 기울였다. 다음 제(齊)가 패권을 쥐었지만 얼마 안 있어 변경의 진(秦)·연(燕)이 강대해져서 비로소 진·초·연·제·한·위·조의 7웅이 할거하는 형세로 바뀌었다. 그 중 진은 효공(孝公) 때 상앙의 변법에 의하여 크게 부국강병(富國强兵)의 성과를 올려 다른 나라를 누를 수 있는 힘을 보여주게 된다. 소위 합종연횡(合從連衡)이 제창된 것도, 4군(君)의 활약이 있었던 것도 이 시기였다. 이윽고 6국이 진(秦)에 굴복하고 중국 최초의 통일국가를 출현시키게 된 것이다.
요컨대 전국시대는 봉건제에 따르는 읍제국가가 해체되고 중앙집권적인 군현제에 의한 고대 통일국가가 형성되는 과도기에 해당한다. 전국시대가 되자, 사 계급 출신의 관료가 실제의 정치를 장악하게 되어, 그 최고 지위에 상(相)이 놓인다. 그 임무는 군주를 보좌하여 정치의 전반을 총리하는 일이었는데, 이것은 종래의 대부 등과는 달라서 세습은 허용되지 않았다. 또한 군제(軍制)에 있어서도 이 때까지는 대부가 세습적으로 지휘권을 가지고 있었던 것임에 반하여 장군(將軍)이라는 직위가 신설되어 전쟁이 일어날 때마다 군주에 의해서 장군이 임명되기에 이르렀다. 군주권(君主權)이 강화되는 한편, 능력에 따른 관료군(官僚軍)이 형성되기에 이르렀다. 특히 진에서는 다른 나라의 출신자까지도 적극적으로 관료로 채용했다.
춘추 말기에 나온 공자(孔子)는 노(魯)의 고관이 되어 개혁에 실패한 후, 여러 나라의 군주에게 그 정치학설을 설(說)하고 다니면서 그 학설이 실현되도록 운동했다. 이것은 당시에 이미 하나하나의 나라를 초월하여 공통된 문화·사상이 형성되어 있었기 때문이었지만, 자기의 영지(領地)와 긴밀하게 관계를 맺고 있었던 대부 계층에게는 불가능한 일이었다고 말할 수밖에 없다.
또 철기(鐵器)의 보급에 따라 눈부신 발전을 보여주기 시작한 농업 생산력이 이 변동기의 자극을 받아 상공업의 발달을 재촉하면서 사회 경제의 여러 양상에 커다란 변혁을 초래한 시기였다.국경을 초월한 대상인의 활발한 교류로 국경을 넘어 몇몇 나라에 판로를 가진 대상인들은 사치품을 판매하여 큰돈을 벌었다. 서민의 필수품인 철기나 소금 등을 제조·판매하는 대상업 수공업자들의 재산은 때로는 왕후(王侯)와도 필적한다고 일컬어졌다. 그들에게 있어서는 일일이 통관세(通關稅)를 필요로 하는 국경(國境)이라는 것은 불합리하기 짝이 없는 것이며, 국경이 없는 중국의 통일을 이면에서 촉진했다고 일컬어지고 있다.이와 같은 것은 대상인들이 전국을 유세하면서 돌아다닐 수 있었던 것과 마찬가지로, 분립한 강국이 대립·항쟁하는 반면에 있어서는 문화, 경제의 면에서 이미 중국을 하나의 세계로서 성립시키고 있었다는 것을 나타내고 있다.

## 기원전 3세기-기원전 1세기
기원전의 마지막 3세기(전 3세기-전 1세기) 간은, 이미 통일을 이룩한 오리엔트 세계에 이어서 구대륙의 다른 지역에 있어서도 잇따라 대통일 국가의 성립이 있었던 시기이다. 또한 그 동안에 전개된 대규모의 정복 전쟁과 거대한 국가의 출현은, 각 지역에 있어서 사회의 현저한 변동과 새로운 체제의 성립을 촉진시켰다. 또한 그에 수반하여 통상로(通商路)는 더욱 확대되어 고대 세계의 넓은 범위에 걸쳐서 왕성하게 문화의 교류가 이루어지게 되었다.서방에 있어서는 기원전 4세기 후반, 아케메네스 왕조 페르시아에 대신하여 알렉산더 대왕의 제국이 나타나, 동지중해에서 서아시아까지를 지배하였으나, 대왕의 사후 그 제국은 이른바 ‘후계자’들에 의해서 분할되어, 안티고노스 왕조 마케도니아, 프톨레메우스 왕조 이집트, 셀레우코스 왕조 시리아의 헬레니즘 국가들이 성립하였다.
이후 3세기에 걸친 헬레니즘 시대는 그리스인의 식민과 도시의 건설이 진척되고, 또한 그 도시간의 교역이 성행하여 노예제 경제는 더욱 발전하였다. 노예제 경제의 진전은 폴리스의 자립성을 상실시켜 가일층 광대한 정치조직의 필요성을 증대시키고 있었으나, 오리엔트의 전제정치를 받아들여 도시를 광역국가(廣域國家) 체제하에 흡수한 헬레니즘 국가의 출현은, 이 시대의 동향에 대응하는 것이었다. 그리하여 이들 제국가도 기원전 1세기에는 더욱 커다란 조직체, 지중해 전체를 하나로 묶는 로마제국으로 통합되어갔던 것이다.동지중해 세계에서 헬레니즘 여러 국가가 분립 상태를 계속하고 있을 무렵, 로마는 서지중해에서 과두귀족정(寡頭貴族政)의 상업 국가 카르타고와 1세기 이상에 걸친 격전을 전개하고 있었다. 이 포에니 전쟁이 한창일 때, 로마는 재빨리 동지중해에의 진출을 개시하였고, 카르타고를 최종적으로 타도한 기원전 146년에는 그리스와 마케도니아를 병합했다. 그 후도 로마 군대는 동방 정복을 계속, 기원전 1세기 전반에는 셀레우코스 왕조 시리아를, 후반에는 프톨레마이오스 왕조 이집트를 멸망시켜, 지중해 세계의 통일을 완성시켰다.
헬레니즘 여러 나라 가운데, 동방을 지배한 셀레우코스 왕조의 영토로부터 기원전 3세기 중엽에 중앙아시아의 박트리아 왕국이 분리 독립하였고, 같은 무렵 동이란의 땅에 이란계 유목민이 건국한 파르티아 왕국이 출현하였다. 파르티아는 문화적으로 헬레니즘의 영향을 강하게 받으면서 다른 한편으로 서방 세력에 대한 이란인의 민족적 반격을 대표하고 있었다. 이 국가는 기원전 2세기에 이란 고원에서 메소포타미아를 재통일하였고, ‘실크로드’ 무역의 발전에 노력하여, 기원을 전후한 고대 세계의 동서 교통에 중요한 역할을 수행하였다.박트리아 왕국은 그리스계 식민자(植民者)가 세운 국가로서, 중앙아시아에서 서북 인도에 침입하여 한때 위세를 떨쳤다. 이 국가는 기원전 2세기 후반 스키타이계 여러 민족에 의하여 멸망되었지만, 서북 인도에 그리스풍(風)의 문화를 전하여 간다라 미술 성립의 근원을 이룩했다.
인도에서는 기원전 4세기 말부터 기원전 3세기 초에 걸쳐서, 마우리아 왕조의 찬드라 굽타가 갠지스와 인더스의 양 유역을 합쳐서 최초의 통일제국을 실현시켰다. 그 후, 제3대 아소카왕은 더욱 정복을 진전시켜, 거의 전 인도의 통일에 성공했다. 그는 광대한 영토의 지배를 위하여 중앙집권제를 펴고, 제국의 통일종교로서 불교를 보호하였으며, 나아가서 실론 등 사방으로 불교를 전파했다. 불교는 그의 정책 아래 처음으로 세계 종교로서의 기초를 확립했다.
동아시아 세계에서도 기원전 3세기 후반, 진(秦) 왕정하에서 최초의 통일국가가 출현하였다. 진나라 왕정은 처음으로 황제라는 칭호를 썼고, 군현제(郡縣制)를 전국적으로 시행하여, 그 후 2000년에 이르는 중국의 중앙집권적인 전제 지배의 기초를 확립했다. 그의 사후, 진제국은 급속히 붕괴했으나 그가 만든 체제는 거의 그대로 한(漢)제국에 의해서 계승되었고, 또한 발전되어 나갔다. 한은 처음에 진의 급격한 개혁을 완화시키기 위하여 군국제(郡國制)를 실시하였으나, 무제(武帝) 시대에는 완전히 중앙집권을 확립하였다. 그는 법가(法家) 사상에 입각한 군현제에 따르면서도, 더욱 황제의 전제 지배를 정당화하기 위하여 유교를 국가의 교학(敎學)으로 채용했다.진·한의 고대 통일제국의 성립과 때를 같이하여, 북방의 몽골 유목 세계에 흉노의 대통일이 이룩되었다. 그들은 장성(長城)을 넘어서 빈번히 중국 내지에 침입하였기 때문에, 한나라 무제는 장건(張騫)을 대월지(大月氏)에 보내기도 하였고, 또 대규모 원정군을 파견하여 흉노를 격퇴하였으며, 나아가서 그들의 준동(蠢動)을 봉쇄하기 위하여 서역에까지 세력을 확대하지 않으면 안되었다. 그러나 이 서역 진출에 의하여 ‘실크로드’가 한제국으로 통하게 되어, 그로부터 중국은 고대 세계의 국제 상업에 직접 관여하기에 이르렀다.

### 헬레니즘 시대
기원전 338년 케로네아 전투에서 승리한 마케도니아의 왕 필리포스 2세는 중앙부의 코린트에 스파르타를 제외한 전역, 그리고 여러 섬들의 모든 폴리스에서 대표를 소집하여, 폴리스의 독립, 자유, 불가침, 정체(正體), 사유 재산, 대차 관계의 현상태 유지를 약속하고 참가한 모든 폴리스의 연맹을 결성하여, 스스로 동맹의 외부에서 연맹 의결 사항의 집행자가 되었다. 다음해 기원전 337년 제2회 총회에서 연맹의 대(對) 페르시아 보복전을 결의, 동시에 마케도니아 왕은 각 폴리스가 분담 파견한 연맹군 전체의 절대 통수권자로 임명되었다. 다음해 봄 선견 부대를 소아시아로 진군시켰으나 필리포스 2세가 암살되어 알렉산드로스 3세가 왕위에 등극하였다.
부왕의 유지를 이어받은 알렉산더 휘하의 마케도니아·그리스 연맹군 3만 5천 명은 기원전 334년 이른 봄 소아시아에 출격하였다. 최초의 전투인 그라니코스 전투에서 알렉산드로스는 거의 전사할 뻔한 위기를 겪었다. 다음해 가을 이수스의 결전에서 처음으로 적왕(敵王) 다리우스 3세와 상면하였다. 양군 모두 정찰대를 내지 않았고 한눈에 볼 수 없는 험로에서 갑자기 맞부딪쳤기 때문에 대병력이 도리어 장애였다. 적은 혼란중에 패해 달아났으며 왕후와 왕자들이 포로로 잡혔다. 알렉산더는 다리우스를 계속 쫓지 않고 페니키아 해안을 하나하나 진압하여 기원전 332년에 이집트를 점령하고,  전 331년에 알렉산드리아를 건설하였다. 기원전 331년 이른 봄, 다리우스와 자웅을 다투려고 다시 북상, 10월 1일 가우가멜라에서 결전이 이루어졌다. 알렉산더 대왕은 다음 해 겨울, 다리우스의 페르세폴리스 궁전에 불을 질러 전쟁이 완료했음을 증거로 삼고, 적의 수도 엑바타나에 입성, 거기서 연맹군을 해산시켰다.

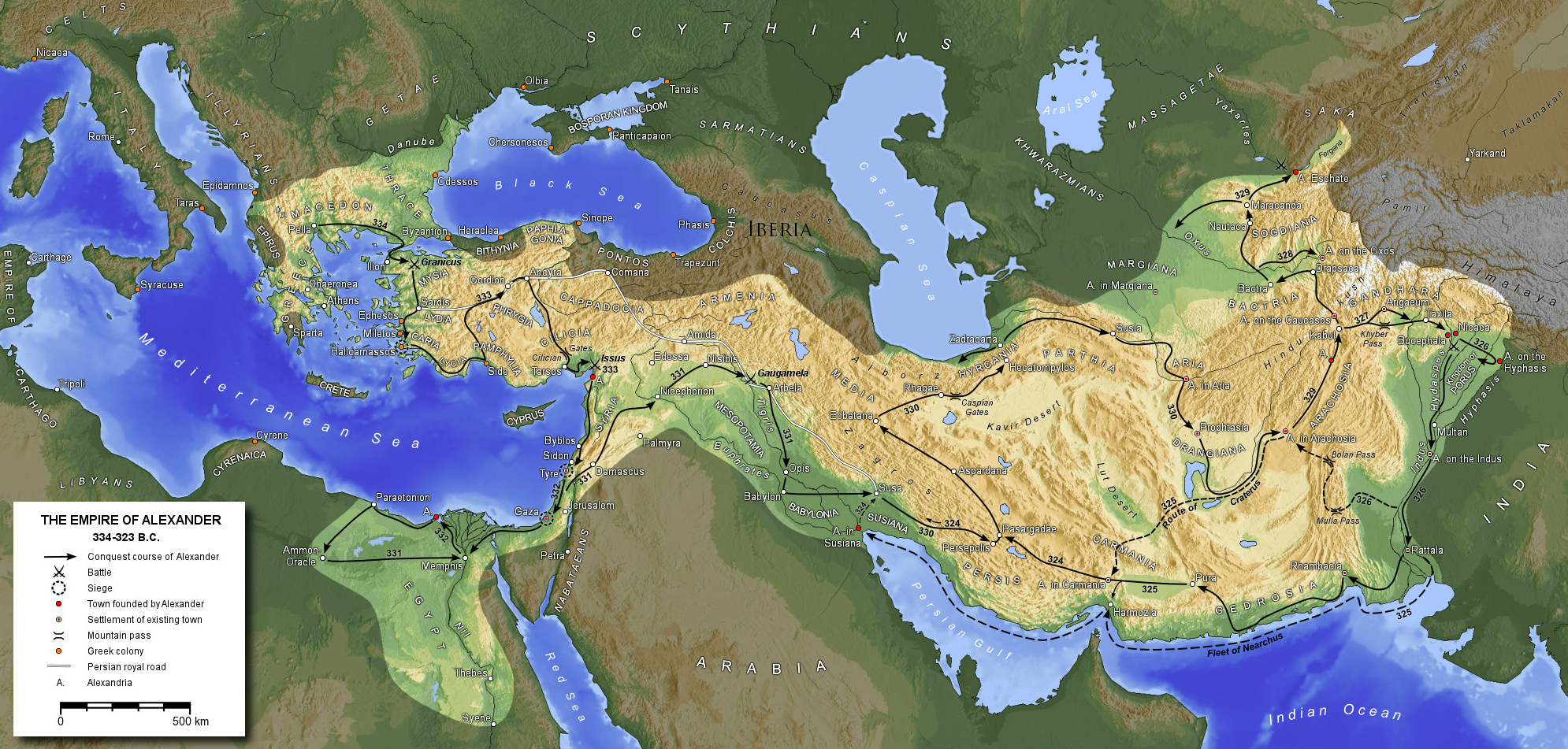
알렉산드로스 제국(마케도니아 제국)의 영토

대왕은 새로 고참 정병(精兵), 종군 희망자, 현지민 징모병 등으로 군대를 다시 편성하여 아케메네스 왕조의 유령(遺領)을 평정한다는 새로운 목적을 갖고 다시 진군을 개시했다. 7월 1일 다리우스 3세가 박트리아에서 베수스에게 암살되었다. 정로(征路) 요지에 수많은 알렉산드리아를 건설하면서 군대는 황량한 지역을 전전(轉戰)하기를 6,000여 km, 수많은 소전투보다도 갖가지 고난과 풍토병에 시달리면서 3년을 소비하여 일단 유령의 동북 지역 평정을 완료했다. 기원전 327년 초여름 인더스강 방면에 작전 개시하여, 완고한 적 파우라바 토후의 항복을 받았으나 히파시스강 선에서 휘하 장병 모두가 이 이상의 동진에 반대하여 대왕은 부득이 군대를 되돌렸으며, 결국 인더스강이 그의 제국 동쪽 한계가 되었다. 기원전 323년 봄, 대왕은 제국의 수도 바빌론으로 돌아갔으나 돌연 열병에 걸려 동년 6월 13일 급서하였다.
알렉산더 대왕의 급사에 따라 그의 대제국은 삽시간에 대혼란 속에 빠지고 분열의 위기에 처하게 됐다. 즉 마케도니아의 장군들은 모두가 놀라운 정력적 야심가들로서, 각기 후계자, 즉 디아도코이라고 주장하여 엘렉산더의 이복 동생인 필리포스 3세나 유일한 자식인 알렉산더 4세의 포섭에 열을 올렸고, 또한 제국의 유토(遺土) 쟁탈을 위해 서로 할거하면서 왕을 자칭하여, 대왕이 죽은 후의 40년 동안은 안정될 줄 모르는 상쟁과 흥망의 역사가 되풀이되었다. 이 후계자 전쟁으로 말미암아 알렉산더 왕통은 덧없이 단절되고, 여러 장수들도 또한 도태되어서, 최후에 남은 것이 안티고노스 가의 마케도니아, 셀레우코스 가의 시리아, 프톨레마이오스 가의 이집트였다. 세 왕국은 전력을 기울인 무력항쟁으로 지새웠는데 기원전 200년 전후부터 이 항쟁에 로마가 개입하여 세 왕국을 차례로 정복하였다.

### 고대 로마

SPQR "로마의 원로원과 인민"을 뜻하며, 로마 정부의 공식 표어였다.

기원전 6세기 말 왕을 에트루리아로 쫓아버린 로마 귀족들은 공화정을 수립하였다. 귀족 지배는 평민의 투쟁에 의해 여러 차례 위기에 처했었지만, 원로원의 지도하에 타협하여 결국은 귀족 지배를 강화하는 데 성공하였다. 한편 밖으로 눈을 돌리면 기원전 5세기에서 기원전 4세기에 에트루리아의 세력은 여전히 강하였으며, 또 아펜니노산맥의 아에퀴인, 볼스키인의 평지 진출도 격심하였다. 기원전 5세기의 로마는 방어전에 힘쓰다가 5세기 말에 이르러 공세로 전환했으나 그 직후 갈리아인으로부터 큰 타격을 받았다. 칼리아인으로부터의 타격과 신분 투쟁을 수습하게 되자 기원전 4세기 후반에 라티움의 도시들과 싸워 이들을 굴복시켰으나 단순한 종속은 아니었다. 로마가 삼니움, 에트루리아, 남이탈리아에 세력을 확장할 때 라티움의 도시들이 공동 출병하고, 정복한 도시들로부터 빼앗은 영역에, 역시 공동으로 ‘라틴인 식민시’를 세웠다.
제1차 포에니 전쟁에 의해서 최초의 해외령인 시칠리아섬을 얻음으로써 로마의 국정이 크게 변화했다. 카르타고의 명장 한니발 때문에 몇 번이나 위기에 직면한 제2차 포에니 전쟁을 치르고 난 뒤부터는 본격적인 지중해 진출이 시작된다. 마케도니아를 격파하고 그리스를 보호함으로써 동지중해를 석권했지만 로마의 내부에는 위험한 조건이 쌓이고 있었다. 하나는 전쟁 노예의 유입(流入)과 토지 겸병(兼倂)에 의한 대농장 경영이 진전하여, 로마를 뒷받침하여 왔던 중장보병인 자유농민이 격감한 것이다. 또 하나는 이에 대한 해결책을 싸고 지배층 사이에서 의견이 대립한 것이다. 그라쿠스 형제의 개혁은 사회 문제에는 유효했으나 정치적으로는 내란을 유발하였다.

### 오리엔트
유목민(遊牧民)이었던 파르티아인은 세력이 늘어나 이란, 메소포타미아를 지배하기에 이르렀다. 이 과정에서 그리스 문화의 영향을 받았는데, 훗날 예술, 종교 등의 면에서 이란적인 특색이 짙어졌다. 이와 같은 혼합적 성격이 파르티아 문화의 특징이라고 하겠다. 또한 파르티아 시대는 훗날의 사산조 시대에 이란 문화가 개화(開花)하기까지의 서아시아에서의 과도적(過渡的)인 한 시기로 볼 수 있다.셀레우코스 왕조의 시리아 왕국 세력의 후퇴와 함께, 동방 변경에서는 먼저 박트리아의 디오도토스가 분리하였고, 이어 기원전 247년 이란계 유목민 출신의 아르사케스가 독립하여 파르티아 지방을 지배했다. 이것이 아르사케스 왕조 파르티아 왕국(전 247-후 226)의 출발이다. 그는 얼마 후에 전사하고, 아우인 티리다테스가 뒤를 이어 서방에 영토를 확장하여 도읍을 헤가톰필로스에 두었다. 그 후 미트리다테스 1세(재위 전 171-전 138?) 시대에 파르티아의 대발전이 이루어졌다. 그는 동으로는 박트리아 왕국, 서로는 셀레우코스 왕조를 쳐서 헤라트에서 유프라테스강에 이르는 제국을 건설하고, 티그리스강 동쪽 연안에 파르티아 후기의 수도 크테시폰을 건설했다. 기원전 2세기 후반, 동방에서는 박트리아 왕국이 멸망하여 대월지(大月氏)로 바뀌었고, 서방에서는 로마의 진출이 현저해졌다. 파르티아에서는 미트리다테스 2세(재위 전 123-전 87?)가 즉위하여 아르메니아와 소아시아에까지 세력을 뻗쳐서 전성시대를 이어갔다. 그가 죽은 후 국내에 분쟁이 빈발하게 되고, 또한 아르메니아와 메소포타미아를 둘러싼 로마와의 대립으로 고투를 하였다. 그러나 기원전 53년의 카를라에 전쟁에서는 크라수스를 전사하게 하였으며 기원전 36년에는 안토니우스의 군대를 대패(大敗)시켰다. 로마의 제정(帝政)을 시작한 아우구스투스는 화평을 희망하여 이후 약 1세기 동안은 파르티아와 로마의 관계가 비교적 평온했다.

### 인도
기원전 6세기부터 기원전 5세기에 걸쳐 갠지스강 유역은 샤이슈나가 왕조가 지배하는 마가다국에 의하여 통일되었다. 그 후 기원전 4세기 초에 샤이슈나가 왕조가 무너지고 난다 왕조로 바뀌었으나 마가다국의 번영은 여전히 계속되었다. 한편 인더스강 유역은 기원전 518년경 아케메네스 왕조의 다리우스 1세에 정복되어 이후 페르시아 제국의 속주가 되었다. 그리고 이 지역에 전해진 페르시아 문화는 다시 동쪽의 갠지스강 유역에서 번영하고 있던 인도 문화에 적지 않은 영향을 미쳤다. 아케메네스 왕조를 무너뜨린 알렉산더(알렉산드로스) 대왕은 기원전 327년부터 기원전 325년에 걸쳐서 인더스강 유역에 침입하여 그 후 얼마 동안 이 지방은 그리스 세력권에 들게 되었다.
갠지스, 인더스의 두 강에 걸친 통일제국을 건설한 것은 마우리아 왕조의 창시자인 찬드라굽타이다. 그는 마가다국의 지배권을 난다 왕조로부터 빼앗자 즉시 서북 인도의 그리스 세력을 일소하고, 이어 남부 데칸 지방의 정복에 힘을 기울였다. 마우리아 왕조는 제3대 아소카 왕 시대에 최성기를 맞아서 그 지배는 인도 대륙의 거의 전역에 미쳤다. 마우리아 제국은 중앙 직할령과 속주로 나뉘었고 각 주에는 중앙에서 왕자나 대신이 파견되어 통치를 담당하였다. 통일제국의 출현에 의해서 국내 교통이 원활해졌고, 경제·사회·문화의 각 방면에 있어서 전국적인 교류가 이루어졌다. 문화적 후진 지대였던 남부 인도는 이 시대에 북쪽으로부터 자극을 받아서 문화 발달이 촉진되어, 마우리아 제국 쇠퇴 후에 있어서의 안드라 왕조의 번영을 보게 되었다. 인도 최초의 통일제국을 건설했던 이 왕조도 아소카의 죽음 후 쇠퇴의 길로 향하여, 기원전 187년경 슝가 왕조의 창시자인 푸샤미트라에 의해서 무너지고 인도는 다시 정치적 분열의 시대로 들어갔다.

### 중국

#### 진의 중국 통일
기원전 238년 진왕(秦王)은 즉위 후 10년 만에 모든 속박으로부터 해방되어 스스로 정치에 임하게 되었다. 진(秦)은 이미 효공(孝公) 이래의 부국강병책이 열매를 맺어, 전국(戰國)의 열강 7개국 중에서 가장 강한 나라로 성장해 있었다. 이 충실한 국력을 배경으로 하여 적극적으로 동방으로 군대를 진군시켜, 적대하는 6국의 정복에 나섰다. 진은 강대한 군대와 교묘한 외교술(外交術)이나, 밀정에 의한 열국의 이간공작(離間工作) 등에 의해서 우선 기원전 230년에는 정면(正面)의 적인 동시에 중원(中原)의 요충을 차지하고 있는 한(韓)을 멸망시켜서 동방 진출의 발판으로 삼았다. 이어서 북으로 진격하여 조(趙), 연(燕)을 정복하고, 또한 동쪽의 위(魏), 남쪽의 초(楚)를 넘어뜨리고, 마지막으로 남은 강국 제(齊)를 기원전 221년에 멸망시켜 천하통일의 위업을 완성했다.
진왕은 이사(李斯)를 발탁하고 통일국가의 기초를 굳게 다지기 위해서 여러 가지 정책을 단행했다. 이사는 법가사상을 신봉하는 정치가였다. 목적달성을 위해서는 수단을 가리지 않는 법가의 정치는 상앙 이래의 진 나라의 전통이요, 이것은 또한 통일국가의 완성에 의해서 타고난 자신(自信)을 한층 더 강하게 만들고, 냉혹하게 천하를 지배하려고 한 진왕의 심정에 합치하는 것이었다. 따라서 진왕이 이사를 발탁한 것은 신생의 통일국가 통치의 기본방침을 명확히 내세운 것에 지나지 않았다.
진왕(秦王)은 왕의 칭호를 폐지, 황제(皇帝)라 자칭하고, 황제 전용어를 만들어서 군주의 권위를 높였다. 이 제(帝)라는 말은 본래는 하늘의 신으로서 우주만물을 지배하는 최고신(最高神)을 의미하고 있었다. 또한 황(皇)은 ‘빛나다, 훌륭하다’는 뜻으로 지상의 왕인 진왕이 왕의 칭호를 고쳐서 황제라는 칭호를 쓴 것은 세계는 물론이요 전우주를 지배하는 유일한 절대자라는 강한 자부의 표명이요, 또한 군주(君主)라는 사람의 성격의 표명이었다. 진왕은 또한 지배자의 절대성을 확립하기 위해서 군주의 사후에 업적에 비추어 호(號)가 추증되는 시(諡)의 제도를 폐지하고, 초대(初代)는 시황제(始皇帝)로 시작하고, 이하 2세도 황제(皇帝), 3세도 황제라 하여 만세(萬世)에 이르도록 영원히 전해 내려갈 것임을 선언했다. 이리하여 진왕은 초대의 황제가 되고, 사후에 시황제라고 일컫게 되었다.
국가를 통치하는 방식으로서 종래와 같이 왕족이나 공신 등에게 봉지(封地)를 내주어 자치(自治)를 인정하는, 이른바 봉건제(封建制)를 폐지하고 군현제(郡縣制)를 채용하여, 전국을 36군(郡)으로 나누고, 군 밑에 현(縣)을 두어 이것을 지방 행정의 단위로 삼았다. 진(秦)에서는 상앙 이래 현제(縣制)를 시행하고, 또한 새로운 정복지에는 군(郡)을 두어 직할지로 삼고 있었지만, 전국 규모로 획일적 군현제가 시행된 것은 이 때부터이다.
그와 동시에 관제(官制)를 정비하여 우선 중앙에는 행정, 군사, 감찰의 최고 책임자로서 승상(丞相), 태위(太尉), 어사대부(御史大夫)를 두고, 그 밑에는 사법(司法)의 정위(廷尉), 국가 재정을 맡는 치속내사(治粟內史), 제실(帝室)의 재정을 맡는 소부(少府), 궁전 경비를 맡는 낭중령(郎中令), 궁문 경비를 맡는 위위(衛尉), 외교를 맡는 전객(典客), 종실관계의 종백(宗伯), 종묘(宗廟)의 태상(太常), 거마(車馬)를 맡는 태복(太僕) 등의 9관(九官)을 배치하여 서무(庶務)를 통할했다.
한편, 지방의 군(郡)에서도 중앙을 본따 장관(長官)에는 수(守), 부(副)에는 승(丞), 군사에는 위(尉), 감찰관으로는 감(監), 현에는 장관으로서 영(令), 부(副)에는 승(丞), 군사에는 위(尉)가 각각 중앙에서 파견되어 통치에 임했다. 이리하여 황제를 정점으로 하는 정연한 행정조직을 만들어, 황제의 명령이 그대로 지방의 말단에까지 이르는 중앙집권체제를 확립했던 것이다. 이 진 나라의 행정조직은 다음의 한(漢)나라에 계승되어 나중에는 많은 변화가 가해졌지만, 중국에 있어서의 통치의 기본적인 조직으로서 근대에 이르기까지 영향을 미쳤다.
또한 오랫동안 천하가 분열되어 있었기 때문에 전국(戰國)의 각국에서는 고유의 문화가 발달하고, 저마다 독자적인 문자나 계량의 단위, 화폐 등이 쓰이고 있었다. 그래서 국가운영의 필요성에 의한 군현제의 전국 실시에 따라 각종의 통일이 시행되었다. 문자(文字)는 이사(李斯)가 고안했다고 하는 소전(小篆)으로 통일되고, 도량형의 단위를 일정하게 정하며, 화폐는 포전(布錢)이나 도전(刀錢) 등을 폐지하고 진(秦)의 원형방공(圓形方孔)의 반량전(半兩錢)으로 통일했다.
또한 도로망(道路網)의 전국적인 정비를 시행하여 마차의 수레바퀴의 폭까지 동일규격으로 고쳤다. 역시 이 도로망은 치도(馳道)라고 불리면서 시황제의 순행용(巡幸用)으로 만들어진 것이지만, 그와 동시에 지방과의 연락용 외에 비상시에는 신속하게 군대를 이동시키는 군용 도로로서의 역할을 하는 것이었다. 사상의 통제도 엄격하여 진나라의 정치를 비판한 유자(儒者)를 생매장하였고, 정치에 유해하다고 인정된 서적을 불태워버렸다. 이것이 분서갱유(焚書坑儒)이다.
대외적으로는 북쪽의 흉노를 치고 춘추 이래의 만리장성을 보수하여 북변의 방비를 강화하고 남쪽은 화남(華南)에서부터 지금의 베트남 북부까지를 영유했다. 그렇다고는 하나 빈번한 원정과 장성(長城), 궁전, 능의 수축 등 대규모 토목사업은 백성을 괴롭혔으며, 또한 개혁도 급격했기 때문에 백성의 불만은 차츰 높아졌다. 기원전 210년 순행(巡幸) 도중 황제가 급사하자 진승·오광의 난을 계기로 하여 각지에서 반란이 일어나서 진나라는 통일 후 불과 15년에 멸망했다.

#### 한 성립
진나라의 급격한 통일 정책이나 일반 농민의 과중한 요역은 시황제의 죽음과 함께 각지에 반란을 유발시켜 드디어 기원전 206년 옛 6국 중의 초나라 귀족인 항우(項羽)가 진나라를 타도했다. 이후 항우와 그의 협력자였던 유방(劉邦)과의 5년간에 걸친 사투(死鬪)가 벌어졌다. 항우는 진에 의해서 비롯된 중앙집권체제를 부정하고, 중국 전토에 여러 장수들을 봉건(封建)하여 전국시대(戰國時代)의 구질서를 부활시키는 방법을 택했다. 즉 회왕(懷王)을 받들어 의제(義帝)라 일컫고 침성(郴城)에 옮긴 후에 이를 죽인 후, 자신은 서초(西楚)의 패왕(覇王)이라 일컫고, 팽성(彭珹)에 도읍을 장하여 쟝쑤(江蘇), 안후이(安徽) 등 9군(郡)을 지배했다. 그리고 여러 장수에 대해서는 군공(軍功)과 협력의 정도에 의거하여 각지에 분봉(分封)했다. 유방에게는 파촉(巴蜀), 한중(漢中)의 땅을 떼어 주어 한왕(漢王)이라 하고, 기원전 206년 4월에는 군대를 해산하여 각각 봉국(封國)으로 철수시켰다.
그러나 항우가 실시한 논공행상(論功行賞)은 많은 불만을 남겼다. 특히 회왕(懷王)의 약속에 위반하여 벽지(僻地)의 한왕에 봉해진 유방은 가장 불만이 큰 사람이었다.그해 8월, 유방은 관중(關中)을 공격하러 나섰다. 순식간에 관중 일대를 정복하여 역양에 도읍을 정한 유방은 이듬해 3월에는 의제(義弟)의 복수를 주장하고 반초(反楚) 세력을 결집하여 항우와 대결하게 되었다. 그후 약 2년여에 걸쳐 항우와 유방은 잉양(滎陽) 부근을 끼고서 동서에 대치하여 격투를 계속했다. 그동안, 유방은 싸움이라는 싸움에서는 모두 다 항우에게 패했으나, 진평(陳平) 등의 반간계략(反間計略)을 써서 교묘하게 항우의 여러 장수들을 이반시키는 한편, 한신(韓信)을 제왕(帝王)에 봉하여 배후에서 항우를 겨누게 했다. 또한 팽월(彭越)에게 명하여 초나라의 양도(糧道)를 끊게 하는 등, 서서히 항우를 괴롭혔다.
기원전 203년 8월에 일단 화의(和議)가 성립됐으나, 유방은 이를 어기고 항우를 추격하여, 그해 12월 항우는 사면초가(四面楚歌) 속에서 자살하고, 초·한의 싸움은 한나라의 승리로 돌아갔던 것이다. 유방(한나라의 高祖)은 중류 농민 출신에 지나지 않았다. 그러한 그가 옛 귀족들을 물리치고 황제의 자리에 올랐다는 것은 춘추·전국시대에 있어서의 사회의 대변동을 예측할 수 있는 충분한 근거가 되는 것이다.유방은 기본적으로는 진나라의 지배제도를 계승했으나 봉건과 군현 두 제도의 병용(郡國制) 등 교묘한 정책에 의해서 한제국의 기초를 굳혔다.
한 고조 사후 황태후 여씨(呂氏) 일족의 전횡(專橫)에 따른 일시적인 위기는 있었으나 경제(景帝) 때에 오초칠국의 난을 진압하고 무제(武帝)의 치세가 되자 한나라는 극성기(極盛期)를 맞았다.무제는 중앙집권 체제를 정비함과 동시에 외정(外政)에도 적극책을 써서 영역을 확대시켰다. 그러나 빈번한 정벌은 국가 재정의 궁핍을 초래했기 때문에 그러한 그의 치정(治政)도 만년에는 파탄의 빛이 짙어졌다. 다음 소제(昭帝)·선제(宣帝) 시대는 무제 말년의 실정을 만회하여 어느 정도 효과를 올릴 수가 있었으나 한편 이즈음부터 대토지 소유자로서 호족의 세력이 강대해져서 차츰 황제의 권력에 의한 통일적 행정을 문란케 했다. 여기에다 원제(元帝) 이후 궁정 내에서는 외척(外戚)인 왕씨(王氏)가 세력을 휘두르게 되어 기원후 8년 드디어 전한(前漢)은 왕망(王莽)에게 나라를 빼앗겼다.

## 1세기-3세기
기원 1세기에서 2세기에 걸쳐 지중해 세계는 ‘로마의 평화(Pax Romana)’ 시대를 맞이하였고, 동아시아 세계에 있어서도 한(漢)제국의 부흥(後漢)이 이루어져서 전대(前代)의 성기(盛期)가 재현되었다. 또 동서 양(兩) 세계의 중간에는 서아시아에 페르시아, 중앙아시아 및 서북 이집트에 쿠샨 왕조, 남이집트에 안드라 왕조 등 여러 국가가 있어서 각각 번영하여 동서 교통은 크게 발전하였다. 그러나 2세기 중엽부터 3세기에 걸쳐서 한제국, 페르시아, 안드라 왕조는 내외로 위기가 찾아왔으며, 3세기에 와서 이들 제국은 차례로 멸망, 쿠샨 왕조의 왕국은 해체되었으며, 로마도 원수정(元首政)에서 전제군주정으로 정체를 바꾸면서 제국의 위기를 타개하지 않으면 안되었다.기원 1세기에서 3세기의 로마는 아우구스투스의 지배에서 5현제(五賢帝)에 이르는 시기로, 로마의 전성기였다. 이 동안에 제국 내의 평화는 최대로 유지되었고, 로마식 도시가 건설되어 속주(屬州)의 로마화(化)가 추진되었으며, 지중해 세계의 문화적·경제적 통일이 달성되어 여기에 로마의 세계 시민적 정신이 출현하였다. 그러나 이 시대는 또한 노예의 공급이 대체로 한계에 달하여 차츰 감소되었고, 그 위에 빈번한 노예 반란으로 인하여 노예제 농업을 시행함에 있어 많은 난관이 드러났다.2세기 후반, 5현제 최후의 마르쿠스 아우렐리우스 황제 이래 이민족(異民族)과의 전쟁을 위한 군사력 강화의 결과로 각지의 군단(軍團) 세력이 증대하였으며, 3세기에는 50년간에 걸쳐 군인 황제의 시대를 이끌었다. 내란은 로마의 정치나 군제(軍制)뿐만 아니라 사회나 경제에도 변화를 초래했으나 이러한 여러 변화를 하나의 체제에 고정화하여 제국 재건을 도모한 것이 디오클레티아누스 황제였다. 로마제정시대의 지중해 세계에는 역사적으로 중요한 하나의 움직임이 전개되었다. 그것은 그리스도교(敎)의 성립과 발전이었다. 기원 1세기에 유대교로부터 분리, 생성(生成)한 그리스도교는 사도(使徒)들에 의하여 제국 내의 여러 인민들에게 전파되었다. 그 후 그리스도교는 빈번한 박해에도 불구하고 급속히 교세가 확장되어 3세기에는 제국내에 견고한 조직을 형성하기에 이르렀고 나아가서는 세계적 종교가 되었다.
로마와 국경을 접한 동방의 강국 페르시아는 오랜 기간에 걸쳐서 로마에게는 강력한 적대자였다. 그러나 로마와의 항쟁으로 국력을 소모하였고, 또 국내에 있어서 제후국의 분립(分立)으로 피폐해 있던 중, 3세기에 들어와서 이란의 페르시스 지방에서 일어난 사산 왕조 페르시아에 의해 멸망하였다. 중앙아시아에는 기원을 전후해서 쿠샨 왕조가 대통일을 실현하고 서북 이집트까지 세력을 확대했다. 2세기의 카니시카왕 시대가 최성기(最盛期)였으며, 쿠샨 왕조의 발전으로 중앙아시아의 국제 무역은 현저하게 번영, 간다라의 불교문화가 일어났다. 그러나 3세기에 들어와서 서방에서 사산 왕조 페르시아의 세력이 침투함에 이르러 왕국의 해체가 시작되었다. 인도 남부에는 마우리아 왕조의 쇠퇴 후 드라비다계(系)의 여러 국가가 세워졌으나, 그 중에서도 안드라 왕국이 최대 왕국으로서 전후 350년간 존속되었다. 남인도의 여러 국가는 인도양의 해상 무역에 의하여 번영을 누렸으며, 로마제국과의 교역도 성행하였다. 그 위에 인도인의 해상 진출이 동남아시아 여러 국가를 발전시켰다는 사실은 간과할 수가 없는 것이다.
동아시아의 한제국은 기원 1세기 초에 외척인 왕망(王莽)이 한을 멸망시키고 신(新)을 세워 일시 와해되었으나, 얼마 후에 한제실(漢帝室)의 일족인 유수(劉秀, 光武帝)가 한조(漢朝)를 부활하여 후한(後漢)을 세웠다.후한은 1세기 후반에 재차 서역(西域)에 진출하여 동서 교통로를 확보하는 일에 성공하였다. 그러나 2세기에 들어와서 환관(宦官)·외척의 세력이 증대하여 중앙의 정치가 문란해지고, 지방에는 호족(豪族)의 토지겸병이 진척되어 농민을 압박하였으며, 북변(北邊)에는 선비(鮮卑)의 침입이 격화되었다. 2세기 후반의 황건적의 난을 계기로 제국은 분열되었으며, 3세기에 이르러 왕조는 완전히 멸망하였다.후한의 멸망 후 약 반세기 동안은 위(魏)·촉(蜀)·오(吳)의 3국에 의한 정립(鼎立) 상태가 계속되었고, 그 후에 진(晉)에 의한 중국의 재통일도 오래 계속되지 못하였으며, 겨우 30여 년 후 중국 내부에 이주한 흉노(匈奴)족에 의하여 수도 장안(長安)이 함락됨으로써 왕실의 일족이 강남(江南)으로 이동하고, 진의 일족도 새로 건강(健康)에 도읍을 정하니, 이것이 동진(東晉)이며 이전의 서진과 구별된다.동진은 그 후 1세기가량 계속되었으나 그 사이에 화베이 지방에서 5호(五胡) 민족들이 연달아 건국하여 동란의 시대를 연출하였으니, 이것이 이른바 중국 역사상의 5호 16국 시대(五胡十六國時代)이다.

### 고대 로마

#### 로마 제정

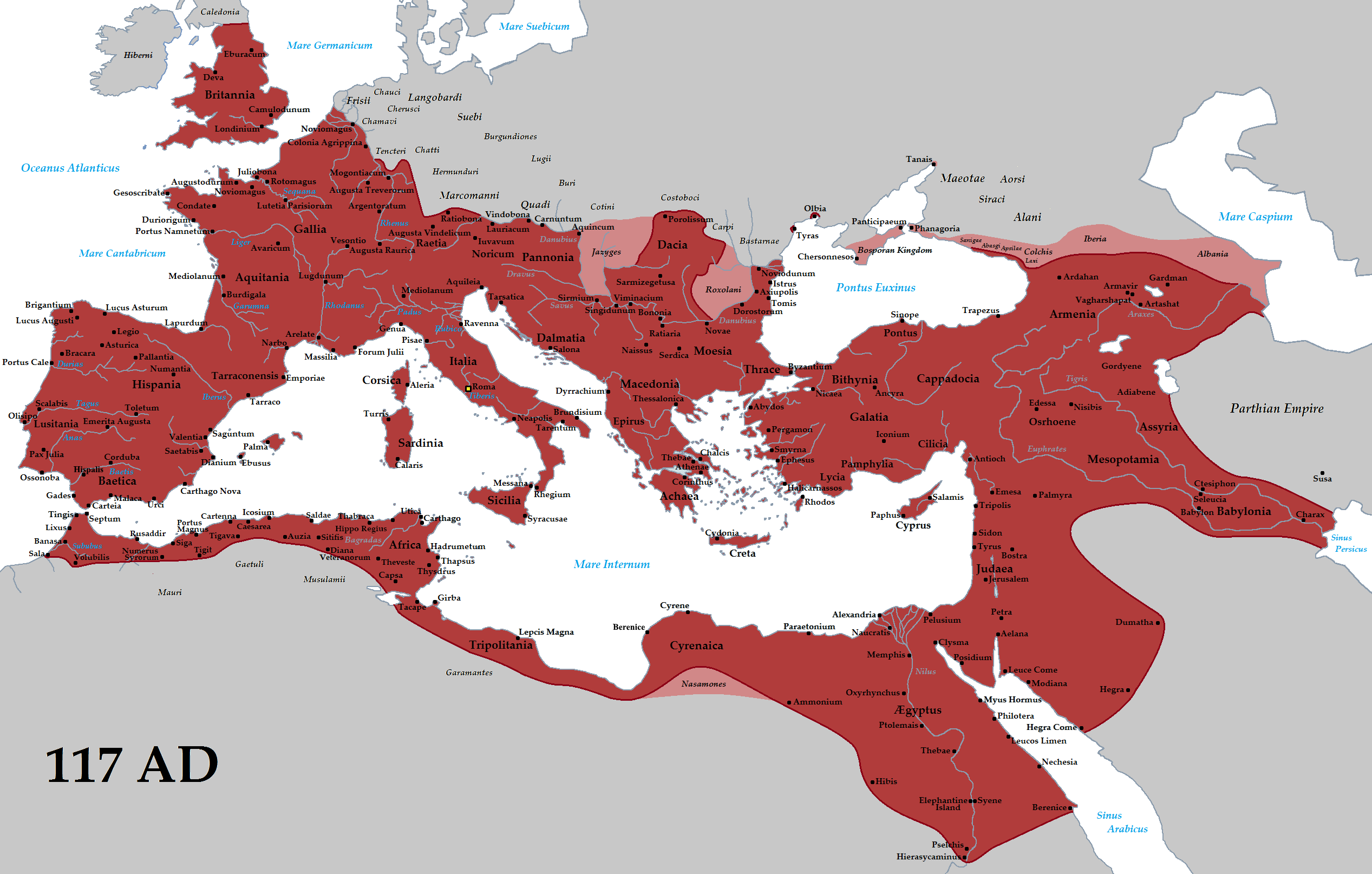
117년의 로마 영토

그라쿠스 형제의 개혁 후에, 속주에서의 반란, 이탈리아의 노예 반란, 동맹시 전쟁(전 91-전 88) 등 로마의 계속되는 위기는, 자비로 군대를 편성한 유력자들에 의해 극복되었으나 그들의 군사력은 외부의 적뿐만 아니라 국내로까지 향하였다. 정계의 대립이 무력으로 해결하게 되어 내란의 위험은 오히려 강해진 한편 지금까지 국정을 담당했던 특권적 지배층은 국가의 이익보다도 그 특권을 중시하는 보수 세력인 벌족파가 되고 있었다. 실력자들도 이와 정면으로 대결하기를 피하고, 민중파가 되어 국가 제도에서 최고의 권위를 가진 민회의 결의를 무기로 벌족파에 대항하였다. 종신 독재관에 오른 카이사르는 공화주의자에 의해 암살되었나, 그 정책은 양자인 옥타비아누스에 의해서 추진되었다.
악티움 해전에서 승리하고 로마에 개선한 옥타비아누스는 그가 주장해 온 ‘공화정의 재건’에 착수하였다. 그는 내란 평정을 위한 전권을 반납하고, 원로원에서 첫째 자리인 프린켑스(Princeps)의 지위와, 아우구스투스(Augustus)라고 하는 칭호를 받았을 뿐 표면상으로는 집정관에 연속 취임하는 것까지 사퇴했다. 호민관에는 취임하지 않았으나, 호민관의 직권을 얻어서 민회에서의 입법을 지배하고. 마찬가지로 프로콘술(Proconsul, 대리 집정관)의 직권에 의해서 많은 속주를 관리하였다. 이만한 권력 집중도 결국은 군사력과 경제력의 덕분이었다. 옥타비아누스는 수도의 근위병 9천 명, 속주군 30만 명을 움직였고, 또한 그가 관리하는 속주로부터의 수입을 국고(國庫)가 아닌 원수금고(元首金庫)에 넣었다. 이러한 지배 체제가 존속한 것은 종래의 특권을 인정하여 노빌레스(Nobile)를, 최대 규모의 식민으로 병사를, 실무에서의 수입으로 에퀴테스(Equites)를, 그리고 평화로 모든 사람들을 이끌었기 때문이었다.
1세기에서 3세기는 아우구스투스의 지배에서 5현제(五賢帝)에 이르는 시기로, 로마는 로마의 평화(Pax Romana)로 불리는 시기를 맞이하였다 이 동안에 제국 내의 평화는 최대로 유지되었고, 로마식 도시가 건설되어 속주(의 로마화가 추진되었으며, 지중해 세계의 문화적·경제적 통일이 달성되어 여기에 로마의 세계 시민 정신이 출현하였다. 한편 이 시대는 또한 노예의 공급이 대체로 한계에 달하여 차츰 감소되었고, 그 위에 빈번한 노예 반란으로 인하여 노예제 농업을 시행함에 있어 많은 난관이 드러났다. 2세기 후반, 5현제 최후의 마르쿠스 아우렐리우스 황제 이래 이민족과의 전쟁을 위한 군사력 강화의 결과로 각지의 군단 세력이 증대하여, 3세기에 50년간에 걸쳐 군인 황제의 시대가 도래하였다.
디오클레티아누스는 분치제(分治制)에 의해 유력자의 내분을 막고, 갈리아의 바가우다에의 난, 이집트의 반란을 진압하고, 또 다뉴브·라인 방면, 페르시아 전선의 수비를 견고히 하고, 제국의 새로운 편성에 착수했다. 전국의 12관구 밑에 속주를 두고, 각 속주에 총독과 군사령관을 파견하고, 72개의 군단은, 현지에 정착하는 변방군과 전제군주 직속의 야전군으로 재편하였다. 세금을 확보하기 위해 코로누스(직접 경작자)의 이주를 금하고, 세금징수원인 참사회원을 세습제로 했다. 디오클레티아누스는 도미누수(전제군주)로서 제국을 재건하였고, 그리하여 절대 권력자가 인민을 신하로 지배하는 도미나스(전제 군주정)가 제국의 체제로 되었다.
한편 기원 1세기에 유대교로부터 분리, 생성한 그리스도교는 사도(使徒)들에 의하여 로마 제국에 전파되기 시작하였다. 297년의 마니교 금지에 이어, 303년 디오클레티아누스는 그리스도교의 박해를 명령했다. 그것은 전통적 다신교에 의해 제국 국민의 정신적 결속을 시도한 것인데, 이미 제국에 뿌리박은 그리스도교에의 결정적 타격은 되지 못하여, 박해정책의 추진자인 갈레리우스 자신이 311년 조건부 관용령을 내리고 다시 콘스탄티누스는 313년에 전면적인 관용령인 밀라노 칙령을 내려 신앙과 교단 결성의 자유를 인정하고, 교도의 복권, 몰수 재산의 반환을 규정하였다.

#### 로마 분열
테오도시우스 황제의 사후, 395년에 장자 아르카디우스(동로마 제국), 차남 호노리우스(서로마 제국)가 제국을 분할 통치한 이래, 서로마 제국의 몰락은 급속화하였다. 로마는 알라리크가 지휘하는 서고트족(410)과 가이세리크 휘하의 반달족(495)에 점령되고, 이 동안 서로마 제국을 지킨 것은 ‘게르만 민족’ 출신의 사람(반달인 스틸리코, 서고트인 리키메르 등)이었다. 서로마 제국의 실권을 장악한 리키메르가 세 사람의 전제군주(마요리아누스·리비우스세베루스, 안테미우스)를 차례로 죽인 후에 네포스가 일어났으나 오레스테스에게 폐위당하고, 다음의 로물루스 아우구스툴루스(오레스테스의 아들)는 476년, 오도아케르에게 페위되어 서로마 제국은 멸망했다.

### 오리엔트

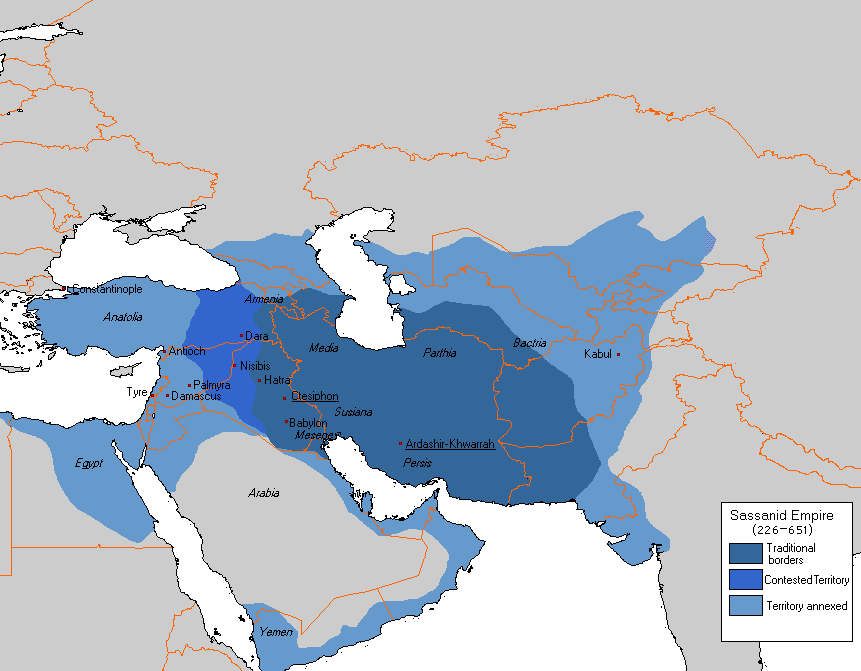
사산 왕조의 영토

기원전 1세기 후반 이래 잠시 평온한 상태를 계속해온 파르티아와 로마도 1세기 후반에 이르면 또다시 격심한 항쟁을 시작하게 된다.파르티아는 로마의 공격으로 여러 번 수도 크테시폰을 침범당했을 뿐만 아니라 동방 국경에서는 대월지(大月氏)를 이어 새로 일어난 쿠샨 왕국의 위협에도 곤란을 당했다. 아르사케스 왕조 최후의 황제 아르타비누스 5세는 로마군을 니시비스에서 격파시켰지만 그 후 사산 왕조의 아르다시르 1세와 싸워 패하고 왕은 전사했다. 아르다시르는 기원전 226년 크테시폰을 함락시켜 새로운 왕조의 기초를 확립했다.사산 왕조 페르시아는 고대 페르시아 제국의 부흥을 목표로 한 민족국가로, 조로아스터교를 국교로 하여 강력한 중앙 권력 아래 국내 봉건 귀족을 억제하고, 잘 훈련된 정규군을 사용하여 대외로 진출, 문화 세계를 로마와 양분하는 강국으로 발전했다. 사산 왕조 초기의 대외 발전은 특히 아르다시르 1세의 아들 샤푸르 1세에 의해 행하여졌다. 그는 동쪽의 쿠샨 왕조, 서쪽의 로마를 격파하여 중앙아시아에서 아르메니아, 메소포타미아에 이르는 광대한 영토를 통합하여 페르시아의 위세를 동서에 떨쳤던 것이다.

### 인도
그리스인의 식민국가 박트리아 왕국의 세력은 한때 힌두쿠시산맥을 넘어서 서북 인도 일대에 미쳤지만, 분열에 의해 약화되어 기원전 139년경 스키타이계(系) 여러 부족의 공격을 받아 멸망했다. 그 후 박트리아 지역에는 대하국이 성립했지만, 이 대하는 곧 흉노에게 쫓겨 서쪽으로 이동한 대월지에 의해 멸망하고, 대월지는 거기에 정착하여 나라를 세웠다.기원을 전후해서 대월지 영토 내에 5제후(五諸侯)의 하나인 쿠샨(貴霜)족이 강성해져 대월지를 뒤엎고 힌두쿠시산맥의 남북에 걸친 대제국을 세웠다. 쿠샨 왕조는 2세기 중엽의 카니슈카 왕 시대가 가장 번창했으며, 도읍 프르샤푸라가 있는 간다라 지방을 중심으로 그 지배 영역은 북쪽으로는 동투르키스탄, 남쪽으로는 갠지스강(江) 중부 유역 그리고 데칸 북부까지 뻗어 갔다.
쿠샨 제국이 번영한 가장 큰 원인은 이 제국이 동서 무역로의 중앙에 점하기 있었던 때문이다. 또 동서 문화의 교류 지점이기도 한 이 지방은 쿠샨 시대에는 대승불교가 확립되고 간다라 미술이 번영했다. 갠지스강 유역을 중심으로 하여 성립한 농경사회(農耕社會)는 카스트적 조직을 가지고 있었으며 이러한 인도적 농경사회는 점차 인도 전체에 확대되었다. 인도인의 생활 전반을 카스트 제도에 따라 규정한 《마누 법전》이 성립한 것은 기원전 200 기원후 935년경까지이다.
마우리아 제국의 판도에 들어간 남(南)인도는, 북방 선진 문화의 영향을 받아 문화적으로 크게 진보했다. 마우리아 제국 쇠퇴 후, 이 지방 주민은 북인도에 있어서의 여러 왕국의 흥망과는 별로 관계없이 국가 활동을 계속하고 있었다. 남인도 여러 나라 중에서, 데칸 지방에서 일어난 사타바하나 왕조(안드라 왕조)은 반도의 동서 항구를 거점으로 한 해상 무역으로 번영했다. 특히 로마 제국과의 무역이 활발하게 행해지고, 보석·향료 등과 교환하여 로마의 금화나 유리 제품이 대량으로 수입되었다. 국내에서는 브라만가 왕실 보호하에 번영했다. 한편 불교의 신앙도 성해서 영내에는 아마라바티를 비롯해서 많은 불교 유적이 남아 있다. 안드라 왕국의 남쪽에는 촐라, 체라(케랄라), 판드야라는 드라비다계의 3왕국이 수세기에 걸쳐 번영했다.

### 중국
왕망(王莽) 말년에 각지에서 반란이 일어났는데, 한실(漢室)의 혈통을 이은 남양(南陽：허난성 남부)의 호족 유수(劉秀)는 남양과 하북의 호족들의 지지를 받아, 적미(赤眉) 등의 농민 반란군이나 다른 호족군을 진압하고 25년 뤄양에 도읍을 정하여 제위에 올라, 광무제(光武帝), 한제국(漢帝國)의 부활을 선언했다. 광무제는 전한의 여러 제도를 규범으로 하여 내정의 정비에 힘을 기울여 정국의 안정을 회복했다. 남(南)흉노를 예속시키고, 동북의 오환(烏桓)·선비(鮮卑)에 대한 방위를 굳히고, 남쪽의 여러 민족을 평정하였으며, 서쪽의 강(羌)족을 쳤다.후한은 4대 화제(和帝) 때까지는 국력이 충실하여 흉노를 격퇴하고 서역을 복종시켜서 동서의 교통로를 확보했다.
그러나 2세기에 들어서 유약(幼弱)한 황제가 계속된 것이 원인이 되어 조정에서의 환관(宦官)·외척(外戚)의 힘이 강해졌고, 특히 유가적 교양을 갖춘 청류기절(淸流氣節)의 학자들이 이에 대항하는 등, 국가 중추부에 있어서의 통일성이 무너지기 시작하였고, 국가는 일반 농민들의 생활과 생산 활동을 보장하는 기능을 잃어갔다. 또한 각지의 호적들은 전한(前漢)에 비해 더욱 토지 겸병(兼倂)을 심하게 하여 일반 농민을 압박했다.
불안정한 상태에 놓이게 된 농민들 사이에는 태평도(太平道), 오두미도(五斗米道) 등의 주술적(呪術的) 민간신앙이 침투하여 마침내 184년에는 이들 종교에 의해서 단결한 농민들에 의한 황건의 난이 일어났다.이 주류 세력은 그해 안에 평정되었지만, 이후 각지의 지방관리·호족들은 제각기 무장 자립하여, 후한제국은 와해의 징조를 더해 갔다. 이러한 때에 황건의 난 진압에 공을 세운 조조(曹操)는 한실을 옹호하여 화북을 누르고 위왕(魏王)에 봉해져 위세를 떨쳤다. 그의 아들 조비(曹丕)는 220년에 헌제(獻帝)를 위협하여 선양(禪讓)을 받았고, 이로써 후한은 멸망하고 위(魏)·오(吳)·촉(蜀)이 정립(鼎立)하는 3국시대로 들어간다.

## 같이 보기
- 고대 후기
- 고대 음악
- 서양고전학
- 역사학
- 중세
- 근세
- 근대
- 현대

## 참고 문헌
- 이 문서에는 다음커뮤니케이션(현 카카오)에서 GFDL 또는 CC-SA 라이선스로 배포한 글로벌 세계대백과사전의 내용을 기초로 작성된 글이 포함되어 있습니다.

| 이전 |  | 다음 고전후 시대 |